# Deutsches Heer im Ersten Weltkrieg
Während des Ersten Weltkriegs bildete das Deutsche Heer die größte Teilstreitkraft in Deutschland. Das deutsche Heer war eine hochorganisierte und komplex strukturierte Streitmacht, die sich aus verschiedenen Truppengattungen und Einheiten zusammensetzte. Zu Beginn des Krieges war das Heer stark von den Traditionen des 19. Jahrhunderts geprägt, wobei die Organisation und Struktur auf den Erfahrungen der Einigungskriege und dem preußischen Militärsystem basierten. Es bestand aus aktiven Truppen, der Reserve, der Landwehr und dem Landsturm. Diese unterschiedlichen Teile des Heeres waren nach territorialen Gesichtspunkten organisiert, wobei jedes deutsche Bundesland eigene Kontingente stellte. Die Truppen waren in Armeen, Armeekorps, Divisionen, Brigaden und Regimenter gegliedert, wobei die Führung maßgeblich von der Obersten Heeresleitung (OHL) unter der Leitung des Kaisers und später prominenter Generäle wie Paul von Hindenburg und Erich Ludendorff bestimmt wurde.
Mit dem Beginn des Krieges und dem Übergang von Bewegungs- zu Stellungskriegen kam es zu umfangreichen organisatorischen Veränderungen. Die ursprüngliche Struktur, die auf schnellen Offensiven wie im Schlieffen-Plan ausgelegt war, erwies sich als unzureichend für die Herausforderungen des Grabenkrieges. Um den neuen Anforderungen gerecht zu werden, wurden zusätzliche Einheiten aufgestellt, darunter spezialisierte Stoßtruppen, die für schnelle Angriffe auf feindliche Stellungen ausgebildet wurden. Auch die Luftwaffe, die zunächst nur zur Aufklärung eingesetzt wurde, gewann zunehmend an Bedeutung und wurde für Bombardierungen und Luftkämpfe genutzt. Insgesamt war das deutsche Heer während des Ersten Weltkriegs einem ständigen Wandel unterworfen. Die anfängliche Ausrichtung auf schnelle Bewegungsoperationen wurde durch die Erfordernisse des Stellungskrieges ersetzt, was tiefgreifende organisatorische und taktische Anpassungen erforderlich machte. Trotz seiner hohen Professionalität und Anpassungsfähigkeit konnte das Heer jedoch die enormen materiellen und personellen Verluste sowie die Übermacht der Alliierten am Ende des Krieges nicht ausgleichen.

## Führung, Kontrolle und Organisation
Als deutscher Kaiser und König von Preußen war Wilhelm II. der Oberbefehlshaber der deutschen Streitkräfte. Er legte ihre Struktur fest, erklärte den Krieg, schloss Frieden und schloss Verträge ab. Der Kaiser stütze seine Entscheidungen auf drei militärische Berater: die Chefs des Militärkabinetts, des Kriegsministeriums und des Generalstabs. Die Bedeutung dieser drei Gremien nahm im Laufe des Krieges so stark zu, dass die Stellung des Kaisers schließlich nur noch nominell war und die Oberste Heeresleitung (OHL) in den letzten Kriegsjahren so viel Macht hatte, dass der Chef des Generalstabs faktisch zum Oberbefehlshaber wurde. Das Militärkabinett hatte die Aufgabe, alle Ernennungen – mit Ausnahme derjenigen innerhalb des Generalstabs –, Beförderungen, Pensionierungen, Ehrungen und Auszeichnungen zu kontrollieren. Das Kriegsministerium war für die Verwaltung des Heeres zuständig, u. a. für die Bereiche Finanzen, Rekrutierung, Versorgung, Disziplin, Justiz, Renten und Kasernenwesen. Der Generalstab befasste sich mit Operationen und Nachrichtenwesen sowie mit der Ausbildung von Stabsoffizieren für das gesamte Heer.

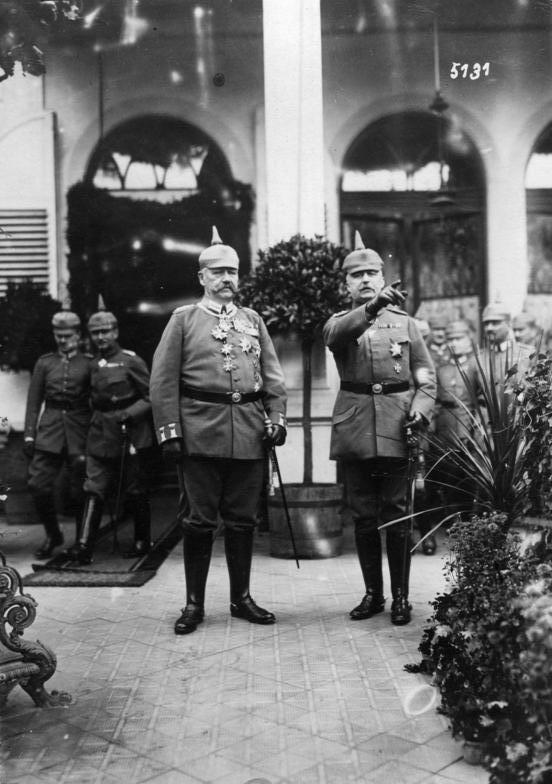
Hindenburg und Ludendorff im Großen Hauptquartier in Kreuznach

Der Posten des Generalstabschefs war eine Dauerstellung, und bei Kriegsausbruch wurde sein Inhaber automatisch Chef des Generalstabs des Feldheeres. Im Jahr 1914 hatte Generaloberst Helmuth von Moltke, Sohn des deutschen Befehlshabers im Deutsch-Französischen Krieg, diesen Posten inne. Nach dem Scheitern der Offensive im Westen wurde er durch Generalleutnant Erich von Falkenhayn ersetzt, dessen einziger großer Beitrag zum Krieg die Schlacht von Verdun war. Im August 1916 wurde er von Generalfeldmarschall Paul von Hindenburg, dem Sieger von Tannenberg, abgelöst. In Friedenszeiten waren alle drei Kontrollabteilungen des Heeres in etwa gleich wichtig, wobei das Kriegsministerium die Führungsposition innehatte. Mit dem Beginn der Operationen im Jahr 1914 wurden die Verwaltungsaufgaben des Militärkabinetts und des Kriegsministeriums jedoch zu einer Routineangelegenheit, während der Generalstab, der die Operationen des Feldheeres leitete, in eine Führungsposition aufstieg, von der aus er den Kriegsverlauf diktieren konnte. Auf diese Weise dominiert Hindenburg die deutschen Kriegsanstrengungen, und auch der Kaiser handelt letztlich nach seinen Wünschen.
In der Vorkriegszeit hatten die drei oben genannten Organe ausschließlich administrative und organisatorische Aufgaben. Das Kommando über die Truppen lag bei den Befehlshabern der Armeekorps, die das Recht hatten, sich direkt an den Kaiser zu wenden und somit die normale Befehlskette zu durchbrechen. Die Armeekorpsbezirke waren die grundlegenden Organisationseinheiten des Heeres in Friedenszeiten, und ihre Befehlshaber waren für alle Angelegenheiten der Truppen und Einrichtungen in ihrem Bereich verantwortlich. Im Krieg führten diese Befehlshaber ganze Armeekorps ins Feld, und die zurückbleibenden Depots bildeten das Grundgerüst, auf das sich der Ausbau des Heeres stützte.

### Heeresinspektion

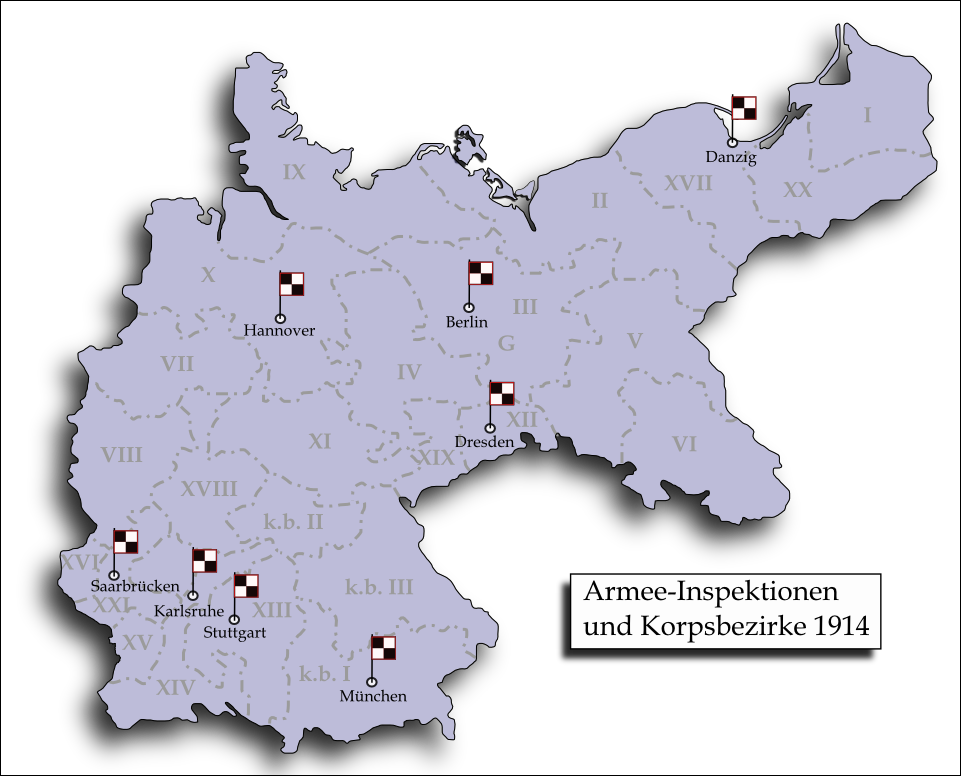
Armee-Inspektionen und Korpsbereiche 1914

Um die Effektivität und Einsatzbereitschaft der Streitkräfte sicherzustellen, gab es zwei verschiedene Inspektionssysteme für das Heer. Die Generalinspekteure und ihre Stäbe hatten die Aufgabe, die technische Leistungsfähigkeit des Heeres zu erhalten. Jede Waffengattung hatte ihre eigene Inspektion. Die Inspektionen der Kavallerie, der Fußartillerie, der Pioniere, des militärischen Nachrichtenwesens und der Ausbildung waren nahezu autonom, während die Inspektionen der Feldartillerie, der Jäger und Schützen. Zug und Landwehr, nur im Rahmen des Armeekorps existierten. Die Verantwortung für die Maschinengewehrtruppen, die Militärkapellen, die Militärgefängnisse, den Veterinärdienst und den Seelsorgedienst wurde direkt vom Kriegsministerium wahrgenommen, das seine eigenen Inspektoren ernannte, wie es dies auch in einer Reihe anderer begrenzter technischer und beruflicher Bereiche tat.
Die Inspektion der Infanterie wurde von den Heeresinspekteuren ausgeübt, die sich dadurch auszeichneten, dass sie ein wichtiges Element in der höheren Kommandostruktur des Heeres waren. Im Kriegsfall wurde jede Armeeinspektion zu einem Armeekommando, und ihr Kommandeur verfügte über einen ständigen Stab, der groß genug war, um diese Aufgabe zu erfüllen. Das Vorkriegsheer umfasste acht Heeresinspektionen, die im Folgenden mit den ihnen unterstellten Armeekorps und den Standorten ihrer Stäbe aufgeführt sind:
| Inspektion | Ort         | Korps                                  |
| ---------- | ----------- | -------------------------------------- |
| 1          | Danzig      | I, XVII, XX                            |
| 2          | Berlin      | Garde, XII, XIX                        |
| 3          | Hannover    | VII, IX, X                             |
| 4          | München     | III, I, II, III. Bayrisches Armeekorps |
| 5          | Karlsruhe   | VIII, XIV, XV                          |
| 6          | Stuttgart   | IV, XI, XIII                           |
| 7          | Saarbrücken | XVI, XVIII, XXI                        |
| 8          | Berlin      | II, V, VI                              |

### Generalstab
Der 1871 geschaffene Große Generalstab war für die fortlaufende Prüfung, Ausarbeitung und Kontrolle der Mobilmachung und militärischen Operationen zuständig. Mit Kriegsbeginn wurde er zum Generalstab des Feldheeres bei der Obersten Heeresleitung. In den verschiedenen Abteilungen befanden sich zu diesem Zeitpunkt 113 Generalstabsoffiziere. Der Generalstab war in drei verschiedene Gruppen eingeteilt. Die Führungsabteilungen des Generalstabes (Zentralabteilung, Operationsabteilung, Nachrichtenabteilung seit Mai 1917 Abteilung Fremde Heere, Abteilung IIIb, Politische Abteilung bzw. seit Februar 1916 Militärpolitische Abteilung), der Generalquartiermeister mit den nachgeordneten Dienststellen, die Obersten Waffenbehörden und die Chefs der technischen Fachbereiche sowie die Außenstellen der OHL. Infolge der Erweiterung der Aufgabengebiete der industrialisierten Kriegführung kam es zu vielfältigen Überschneidungen mit dem Kriegsministerium sowie weiteren militärischen Dienststellen und Reichsbehörden innerhalb der Abteilungen und Ressorts.

### Feldarmee
Bei der Mobilisierung wurde jede der acht Heeresinspektionen zu einer Armee umgewandelt. Jede Armee war in bis zu sechs Armeekorps unterteilt. Die von den Inspektionen in Friedenszeiten kontrollierten Korps waren nicht notwendigerweise diejenigen, die bei der Mobilisierung unter ihr Kommando gestellt wurden. Die ursprünglich am 2. August 1914 gebildeten Armeen waren folgende:
| - 1. Armee (Generaloberst Alexander von Kluck) - 2. Armee (Generaloberst Karl von Bülow) - 3. Armee (Generaloberst Max Freiherr von Hausen) - 4. Armee (Generaloberst Albrecht Herzog von Württemberg) | - 5. Armee (Generalleutnant Kronprinz Wilhelm von Preußen) - 6. Armee (Generaloberst Kronprinz Rupprecht von Bayern) - 7. Armee (Generaloberst Josias von Heeringen) - 8. Armee (Generaloberst Maximilian von Prittwitz und Gaffron) |

Eine Armee wurde in der Regel von einem Generaloberst kommandiert. Der Stab einer Armee war normalerweise in vier Abteilungen unterteilt:
| - Sektion I. – Generalstab – Bestehend aus Generalstabsoffizieren. Er gliederte sich in die folgenden Unterabteilungen: - I(a)-Operationen, Befehle, Schlachtordnung, Taktik, Ausbildung, Sicherheit - I(b)-Gebiete, Bewegungen, Verkehrsregelung, Straßenkontrolle, Bergung - I(c)-Intelligenz, Flugdienst, Signale - I(d)-Munitionsversorgung (Artillerie und Infanterie) - Sektion II – Adjutantur – bestehend aus einem Generalstabsoffizier und mehreren Adjutanturoffizieren. Sie war unterteilt in: - II(a)-Personal, Beförderungen, Ehrungen und Belohnungen, Urlaub, Kapläne, Vorträge, Regimentszeitungen, Versorgung, Transport, Kleidung, Stiefel, erbeutetes Material - II(b)-Organisation, Einrichtungen, Stärke, Rückkehr, Einquartierung, Ersatz von Waffen, Munition und Pferden, Spionageabwehr und Zensur, Gräberregistrierung, Eisenbahndienst - II(c)-Innere Wirtschaft, Routineaufträge, Rückgaben - Sektion III-Feldjustizamt, unter Leitung des Kriegsgerichtsrates - Aufgaben des Generalprobstes, Disziplin, Kriegsgerichtsbarkeit - Sektion IV – Intendantur, Sanitäts- und Veterinärdienst, besetzt mit Militärbeamten, Sanitäts- und Veterinärbeamten - IV(a)-Verwaltungsangelegenheiten, Verpflegung, Bekleidung, Besoldung, Zulagen, Requisitionen, Lebensmittelpreise, lokale Beiträge, Postdienst, Umgang mit Zivilisten - IV(b)-Sanitätsdienst, Gasschutzmaßnahmen - IV(c) oder IV(d)-Veterinärmedizinische Dienste |

Die Abteilungen I(d), II, III und IV waren direkt dem Oberquartiermeister unterstellt, aber die Arbeit aller Abteilungen wurde unter dem Chef des Generalstabs koordiniert. Neben den General- und Verwaltungsstäben gab es weitere zusätzliche Offiziere.
- General der Artillerie beim A.O.K., dem zwei Stabsoffiziere (Stoart) unterstellt waren, einer für die Feld- und einer für die schwere Artillerie
- General der Pioniere
- Munitionsstab (Mun)
- Armee-Nachrichten-Kommandeur (Akonach)
- Kommandeur der Flieger (Kofl)
- Kommandeur der Luftschiffer (Koluft)
- Kommandeur der Flugabwehr (Koflak)
- Kommandeur der Eisenbahnpioniere (Kodeis)
- Stabsoffizier der Maschinengewehrtruppen (Stomag)
- Stabsoffizier der Gastruppen (Stogas)
- Stabsoffizier für Vermessung (Stoverm)
- Kommandeur der Kraftfahrtruppen (Kdeur. d. Krftr oder Akokraft).
- Kommandeur der Munitionskolonnen und Trains (Kdeur. d. Mun. Kol. u. Tr. oder Komit)
- Stabsoffizier des Trains (Stotrain)
- Nachrichten-Offizier (Nachrichtendienst)
- Arbeitskommandantur (A.V.B.)
- Sicherungsoffizier
- Sammeloffizier
- Armee-Postinspektor
- Geheime Feldpolizei
- Erziehungsoffizier
- Kommandant des Hauptquartiers (Kdt. d. H. Qu.)

### Korps
In Friedenszeiten bestand jedes der Armeekorps aus zwei Infanteriedivisionen, einem Jägerbataillon, einem Pionierbataillon, einem Trainbataillon und einem Fußartillerieregiment. Die Verteilung dieser Unterstützungseinheiten war jedoch nicht gleichmäßig über das gesamte Heer verteilt. So gab es z. B. nur 18 Jägerbataillone, die auf die 25 Armeekorpsbezirke aufgeteilt wurden, gegenüber 35 Pionierbataillonen. Auch die Maschinengewehr-Abteilungen und die Einheiten des Fernmeldedienstes wurden ungleichmäßig aufgeteilt. Die Kommando und Verwaltungsbehörde eines Korps auch als Generalkommando bezeichnet, bestand aus etwa 50 Offizieren sowie weiteren Beamten. Die Gesamtstärke eines Armeekorps betrug in etwa 44.000 Mann Mannschaften und Offiziere. Die Organisation eines Korpsstabs ähnelte der eines Armeestabs und war in dieselben Abteilungen unterteilt: I, II, III und IV. Die vollständige Zusammensetzung eines Korpshauptquartiers und die Anzahl der Offiziere und Beamten sah wie folgt aus:
| - Kommandierender General - Generalstab: Chef, Ia, Id, Ie, Id, Qu. - Adjutantur:IIa, IIb - Ordonnanz-Ofiziere:OI, OT, OIII, OIV, OV - Abt. Artillerie - Abt. Munition - Korpsmessplan:11d - Abt. Pioniere - Korps-Hauptquartier - Registratur - Feldgendarmerie - Feldkorpsintendantur | - Feldkriegskasse - Korpsproviantamt - A.D.M.S. Korpsarzt:IVb - A.D.V.S. Korpsveterinär:IVc - Feldjustiz:III - Feldpostamt - Gruppenführer der Flieger - Gruppenbildstelle - Gruppen-Nachrichten-Kdeur - Gruppen-Fernsprech-Abt. - Gruppen-Funker-Abt. - Gruppen-Kartenstelle |

### Division
1914 gab es 50 Divisionen, zwei Garde-, 42 Infanterie- und sechs bayerische Divisionen. Jede Division umfasste im Allgemeinen vier Brigaden, zwei Infanteriebrigaden und je eine Kavallerie- und Feldartilleriebrigade. Zusätzlich enthielt jede Division 1 bis 2 Pionier- und Sanitätskompanien. Die Sollstärke einer Infanteriedivision betrug 17.500 Mann Offiziere und Mannschaften, 4.000 Pferde, 72 Artilleriegeschütze und 24 Maschinengewehre. Eine Kavalleriedivision bestand aus 3 Brigaden plus 1 Abteilung berittener Artillerie (3 Batterien mit jeweils 4 Geschützen). eine berittene MG Batterie, eine Pionierabteilung, 3 Jägerbataillone (jeweils mit einer Maschinengewehrkompanie), einer Funkabteilung und einer motorisierten Transportkolonne. Die Gesamtstärke betrug 5.200 Mann Offiziere und Mannschaften, 5.600 Pferde, 12 Geschütze und 12–30 Maschinengewehre.
In den ersten beiden Kriegsjahren kam es im deutschen Heer zu erheblichen Veränderungen in der Divisionsstruktur. Die 3. Garde wurde durch die Umgliederung bestehender Garderegimenter und -brigaden und den Ausbau des Lehrbataillons gebildet. 32 Reserve-Infanteriedivisionen wurden aktiviert, und jede Feldartilleriebrigade verfügte über neun statt 12 Batterien. Der Beginn der Grabenkämpfe führte Anfang 1915 zur Einführung der Infanteriedivision mit drei Brigaden. Im März und April 1915 wurden 19 neue Divisionen gebildet, indem bestehende Divisionen auf die neue Aufstellung umgestellt wurden. Diese Division wurde zum Standard für das gesamte deutsche Heer. Mitte 1916 wurden unabhängige Brigaden aus neu rekrutierten Regimentern aufgestellt, die jeweils aus drei Regimentern bestanden. Eine Umstrukturierung der Maschinengewehr- und Minenwerfertruppen führte dazu, dass die Kompanien in die Divisionsgliederung aufgenommen wurden. In der zweiten Hälfte des Jahres 1916 wurde die Zahl der Divisionen weiter erhöht. Dies geschah vor allem durch die Reduzierung von vier auf drei Brigaden bei weiteren regulären und Reserve-Divisionen, sowie durch die Zusammenfassung von Einheiten ohne Verband, wie z. B. die Jägerbataillone. Um die für diese Formationen erforderliche Artillerie bereitstellen zu können, wurde die Anzahl der Geschütze einer Batterie von sechs auf vier reduziert, wodurch genügend überzählige Geschütze und Kanoniere für die Schaffung der erforderlichen neuen Feldartillerieregimenter entstanden. Ende 1916 waren 203 Infanteriedivisionen im Feldeinsatz.
Im Jahr 1917 wurden die Unterstützungstruppen der Division umstrukturiert, wobei das Pionierelement dem Bataillonsstab unterstellt wurde und zwei Pionierkompanien, die Minenwerferkompanie und eine Suchscheinwerferabteilung hinzukamen. Die Sanitätstruppen wurden durch zwei Feldlazarette verstärkt, die Trägerkompanien wurden jedoch auf eine reduziert. Jede Division erhielt Telefonabteilungen, ein Veterinärlazarett und motorisierte Transportkolonnen. Die Truppen der Divisionen konnten als Funkabteilungen, schwere Artillerie und Arbeitseinheiten eingesetzt werden, wenn sie im Frontabschnitt der Division benötigt wurden. 1917 wurden 13 neue Divisionen aufgestellt, wobei Verwundete und kleine Kader erfahrener Soldaten aus den Fronteinheiten mit diesen neuen Truppen zusammengelegt wurden. In der ersten Hälfte des Jahres 1918 wurden zwei neue Divisionen aufgestellt, und in den letzten Monaten wurden 27 Divisionen aktiviert, um die in den Sommerschlachten fast vollständig zerstörten Einheiten zu ersetzen. Zum Zeitpunkt des Waffenstillstands im November 1918 gab es 212 Divisionen.

### Regiment, Kompanie und Zug
1914 verfügte jedes Regiment über einen Regimentsstab, drei Bataillone mit den Nummern I, II und III sowie eine Maschinengewehrkompanie. Die Bataillone bestanden jeweils aus vier Kompanien, die im Regiment durchnummeriert waren: 1–4, 5–8 im I., II. und 9–12 im III. Bataillon. Die Maschinengewehrkompanie trug die Nummer 13. Das Regiment wurde von einem Oberst kommandiert, dem ein Oberstleutnant als Stellvertreter zur Seite stand. Der Regimentstab bestand aus 53 Mann und 16 Pferden.
Die Bataillone wurden von einem Major befehligt, dem jeweils vier Hauptleute, 18 Leutnants, ein Sanitätsoffizier und sein Assistent, ein Zahlmeister und 1.054 weitere Dienstgrade unterstellt waren. Zu jedem Bataillon gehörten 30 Zugsoldaten, die für 58 Pferde, vier Munitionswagen, vier Feldküchen 10 Packwagen – fünf große und fünf kleine – und einen Sanitätswagen verantwortlich waren. Jede Kompanie bestand aus 4 Offizieren, 18 bis 20 Unteroffizieren und 150 Mann; aufgeteilt in drei Züge. Jeder Zug bestand aus vier Korporalschaften, die in zwei Gruppen zu je acht Mann unter dem Kommando eines Gefreiten aufgeteilt waren. Die Maschinengewehrkompanie hatte eine Stärke von 99 Mann, sechs Maschinengewehren, 87 Pferden und 15 Waggons. Jedes Maschinengewehr wurde auf einer vierspännigen Speziallore transportiert, und drei Wagen waren für den Transport von Munition vorgesehen; außerdem gehörte ein Reservemaschinengewehr zur Ausstattung der Kompanie. Es gab reguläre, Reserve-, Landwehr- und Ersatzregimenter, die alle auf die eine oder andere Weise organisiert waren.

### Artillerie
Die Fußartillerie umfasste in Friedenszeiten 25 Regimenter mit 2 Bataillonen zu je 4 Batterien, plus 1 Bataillon, das 1914 gebildet wurde, also insgesamt 51 Bataillone. Fünfundzwanzig Bataillone in 4 Batterien zu 4 Geschützen bildeten die schwere Feldartillerie des aktiven Armeekorps. Aus acht oder neun Mörserbataillonen wurden durch die Umgliederung 16 bis 18 Bataillone mit 2 Batterien mt je 4 Geschützen. Einige dieser Bataillone waren zu Regimentern zusammengefasst worden. Die Mörserbataillone waren fast alle den Armeekorps unterstellt. Die schwere Belagerungsartillerie und Garnisonsartillerie setzte sich aus dreizehn oder vierzehn Bataillonen mit vier Batterien zu je vier Geschützen zusammen. Die Küstenartillerie bestand aus vier Bataillonen mit 4 Batterien zu je 4 Kanonen. In der Regel hatte jedes aktive Regiment ein Reserveregiment von 2 Bataillonen mit 4 Batterien zu 4 Geschützen aufgestellt. Diese Zahl wurde bei einer Reihe von Regimentern schrittweise auf 9 bis 14 Batterien erhöht. Ein Teil dieser Bataillone bildete die schwere Artillerie des Reservekorps; die anderen waren der Garnisons- und Küstenartillerie zugeteilt.

### Luftstreitkräfte
Vor dem Krieg wurden die Luftstreitkräfte von den Inspektoren der Luftschifftruppen und der fliegenden Truppen geleitet, die beide direkt dem Inspekteur der Militärluftfahrt und des mechanischen Transports unterstellt waren. Vor der Mobilmachung bestand die Luftschifftruppe aus sechs Bataillonen: fünf preußischen, die sächsische und die württembergische Kompanie umfassten, und einem bayerischen. Das letztgenannte Bataillon vereinigte alle bayerischen Luftschiff- und Motortransporteinheiten unter einem Kommando. Die Luftschiffbataillone kontrollierten nicht nur die eigentlichen Luftschiffe, sondern auch die Ballone. Vor 1912 war die militärische Fliegerei auf die Schule in Döberitz konzentriert. Lehr- und Versuchsanstalt für das Militar-Flugwesen, in der die meisten Offiziere ausgebildet wurden. Allerdings wurden zahlreiche Flieger in Schulen der Luftfahrtindustrie ausgebildet, wobei sowohl der Albatros-Flugplatz in Johannisthal als auch die Schule in Gotha für diesen Zweck genutzt wurden.
Bei der Mobilisierung wurden die regulären Einheiten aufgeteilt und in Luftschiff-Trupps, Feldluftschiffer-Abteilungen und Flieger-Abteilungen gegliedert. Am 3. März 1917 ging die Kontrolle über alle Luftschiffe an die Marine über, und die Luftschiff-Abteilungen des Heeres wurden in Ballon-Abteilungen umgewandelt. Die Zahl der im August 1914 gebildeten Ballonabteilungen wurde bis 1917 auf 54 erhöht. Die Aufgabe der Luftschifftruppen bestand in der Aufklärung und Beobachtung. Zu Beginn des Krieges gab es 254 ausgebildete Piloten und 271 Beobachter, die in 55 Festungs-Fliegerabteilungen und Feldflieger-Abteilungen eingeteilt waren. Jede Abteilung bestand aus: 14 Offizieren – sieben Piloten, sechs Beobachtern und einem Verwaltungsoffizier – 116 Unteroffizieren und Mannschaften; fünf Kraftfahrzeugen: sechs Flugzeugtransportern; Werkstatt-, Ausrüstungs- und Munitionswagen und sechs Flugzeugen (die Festungsfliegerabteilung hatte nur vier Flugzeuge). Sie wurden je nach Bedarf den Armeen zugeteilt, und jede Armee richtete einen Flugzeugpark ein, von dem aus die operativen Einheiten mit Ersatzflugzeugen, Ausrüstung, Treibstoff und Munition versorgt wurden.
Mit dem Fortschreiten des Krieges nahmen die Stärke, die Komplexität und die Bedeutung der Luftwaffe allmählich zu. Im Jahr 1915 wurden die Festungs-Fliegerabteilungen in Feldflieger-Abteilungen umgewandelt und eine Reihe von Artillerie-Fliegerabteilungen gebildet, die mit den Kanonieren zusammenarbeiteten. In diesem Jahr entstanden auch die ersten Bomberverbände, die Kampfgeschwader der OHL, und 1916 wurden weitere Bomberverbände, die Riesenflugzeug-Abteilungen, aufgestellt. Ende 1916 war die Bedeutung der Luftstreitkräfte so groß, dass sie vollständig reorganisiert wurde. Am 25. November 1916 wurde die Luftwaffe aufgestellt. Die Luftwaffe blieb Teil des Heeres und hatte Vorrang vor den Pionieren und dem Fernmeldedienst. Alle fliegenden Einheiten, Luftschiffe, Ballone und Flugzeuge, sowie die Flak wurden dem Kommandanten der Luftwaffe unterstellt. Kurz darauf wurden die ersten Jagdstaffeln aufgestellt, und in der Folgezeit wuchs die Tendenz, die bestehenden und neu aufgestellten Einheiten zu größeren Kampfverbänden für die nun regelmäßig an der Westfront stattfindenden Luftkämpfe zu formieren. Ebenfalls 1917 wurden Bombengeschwader gebildet, hauptsächlich durch Umstrukturierung der alten Kampfgeschwader der OHL.
Die Besatzungen der Flugzeuge wurden aus Offizieren und Unteroffizieren rekrutiert. In den ersten Kriegsjahren war es üblich, dass Offiziere als Beobachter und Unteroffiziere als Piloten eingesetzt wurden. Die Befehlshaber argumentierten, dass nur Offiziere in der Lage seien, die Truppenbewegungen des Feindes richtig einzuschätzen, und sie mussten auch die aufgenommenen Fotografien auswerten. Diese Praxis erweckte jedoch den Eindruck, dass Offiziere von Unteroffizieren „chauffiert“ wurden. Offiziere der Luftstreitkräfte konnten entweder direkt den Fliegertruppen beitreten oder aus anderen Waffengattungen versetzt werden. Die erste Ausbildungsschule für Offizierspiloten wurde 1910 in Döberitz eröffnet, stieß jedoch schnell an ihre Kapazitätsgrenzen. Flugzeughersteller wie Albatros und Gotha eröffneten daraufhin eigene Schulen, und zusätzliche Armeeflugschulen entstanden in Straßburg und Metz.
Ab 1915 wurde jeder Ersatzabteilung (Flieger-Ersatz-Abteilung) eine Schule angegliedert, wobei 14 preußische und zwei bayerische Schulen eingerichtet wurden. Die Ersatzabteilungen waren in fünf Kompanien unterteilt: die Rekrutenkompanie für die Grundausbildung, die Vorratsschule für Soldaten mit Vorerfahrung, die Fliegerkompanie oder Hersteller-Schulen für die Flugausbildung, die Werftkompanie für Mechaniker und eine weitere Kompanie für allgemeine Aufgaben. Die Flugzeuge der Ausbildungseinheiten waren oft veraltet, da die neuesten Modelle an die Front gingen. Die Pilotenausbildung bestand aus drei Prüfungsstufen, darunter Figurenfliegen, Überlandflüge und Flüge über die Front. Ab 1916 wurden die Anforderungen verschärft, und es gab spezialisierte Kurse für verschiedene Flugzeugtypen. Nach Abschluss der Ausbildung warteten die Piloten in Armeeflugparks auf Einsätze in Frontverbänden, was je nach Bedarf zwischen zwei Wochen und drei Monaten dauern konnte.
Viele Piloten begannen in Zweisitzer-Einheiten, bevor sie auf eigenen Wunsch in Einsitzer-Verbände wechselten. Nur die besten Kandidaten wurden für die Ausbildung an Einsitzern ausgewählt, die in Jasta-Schulen unter erfahrenen Piloten stattfand. Ab März 1917 war diese Schulung für alle Jasta-Piloten obligatorisch, wurde jedoch aufgrund des „Amerikaprogramms“ und Pilotenmangels bald eingeschränkt, was zu schlechterer Ausbildung und höheren Verlustraten führte. Eine spezielle Ausbildung für Bomberpiloten begann erst 1916 mit einer Schule für R-Typen in Döberitz, die später nach Köln verlegt wurde. Beobachter wurden zunächst aus den Reihen der Piloten rekrutiert, später jedoch separat ausgebildet. Ihre Ausbildung umfasste eine sechswöchige Grundausbildung, gefolgt von spezialisierten Kursen für Bomber- oder Artillerieeinheiten, beispielsweise in Frankfurt an der Oder oder Jüterbog. Mechaniker wurden entweder durch praktische Arbeit oder in der Werftkompanie ausgebildet. Spezialisierte Schulungen für Motorenmechaniker fanden bei Herstellern wie Maybach, Benz oder Bosch statt, wobei das Wissen oft auf einen bestimmten Motortyp beschränkt blieb.

## Rekrutierung und Ausbildung

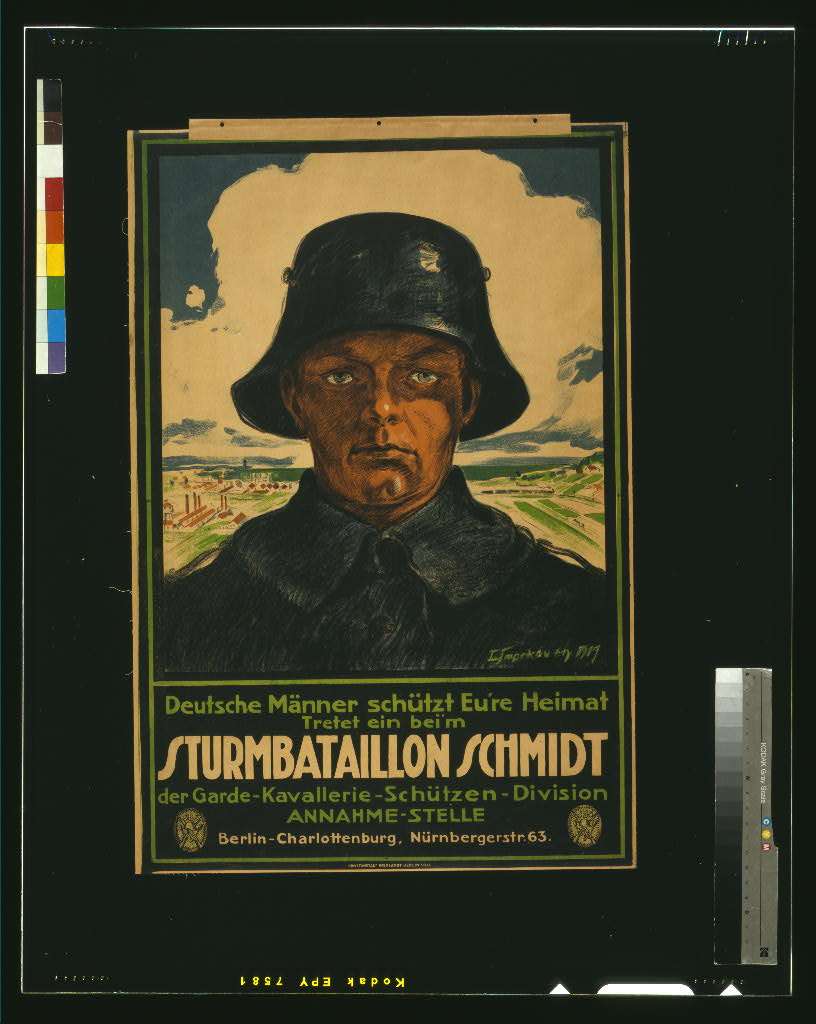
Rekrutierungsposter zum freiwilligen Beitritt in ein Sturmbataillon

Die Stärke des Heeres vor Ausbruch des Krieges betrug etwa 840.000 Mann, die bis Ende 1917 auf fast 6.000.000 Mann angewachsen war, ohne die Rekruten, die sich zu diesem Zeitpunkt in der Ausbildung befanden. Um einen ständigen und geordneten Zufluss von Wehrpflichtigen zu erhalten, war das Deutsche Reich in 22 Ersatzbezirke eingeteilt (entsprechend den Armeekorpsbezirken), diese zerfielen in 4–6 Infanteriebrigadebezirke, die wiederum in Landwehrbezirke und Aushebungsbezirke eingeteilt waren. Die letzteren entsprachen in der Mehrzahl den Kreisen (Bezirken, Bezirksämtern, Oberamtsbezirken, und Amtshauptmannschaften); meist umfasste ein Landwehrbezirk mehrere Aushebungsbezirke, nur in den am dichtesten bevölkerten Bundesstaaten deckte sich der Landwehr-mit dem Aushebungsbezirk. Ab 1893 war jeder Deutsche in einem Zeitraum von 27 Jahren vom vollendeten 17. bis zum vollendeten 45. Lebensjahr wehrpflichtig.  Die Musterung fand unter Mitwirkung von Sanitätsoffizieren statt. Diese entschieden jedoch nicht über die Tauglichkeit, sondern dienten den entsprechenden Kommissionen (Ersatz- bzw. Oberersatzkommission), als Sachverständige. Die Entscheidung über die Tauglichkeit stand lediglich den Vorsitzenden der Kommissionen zu, die sich naturgemäß in den meisten Fällen den Urteilen des untersuchenden Ärzte anschlossen, aber nicht daran gebunden waren.
In den ersten Monaten des Militärdienstes standen die Erziehung zur militärischen Disziplin und die körperliche Ertüchtigung im Vordergrund – die deutsche Armee wollte erst dann mit der Grundausbildung beginnen, wenn die Rekruten gut vorbereitet waren. Während dieser Zeit wurden einige Rekruten nach Hause geschickt, um bei der Sommerernte zu arbeiten, andere blieben beim Regiment, um bei verschiedenen Arbeitseinsätzen zu helfen. Die Grundausbildung begann im Oktober, als die neuen Rekruten einem Ersatz-Truppenteil (Bataillon, Abteilung, Eskadron oder Kompanie) zugeteilt wurden. Die Grundausbildung konzentrierte sich in den ersten fünf Monaten auf Exerzieren, körperliche Ertüchtigung, Waffentraining sowie Trupp- und Kompaniedrill, so dass bis zum Frühjahr komplette Bataillone an der Gefechtsausbildung teilnehmen konnten. Sobald die Bataillone ihre Fähigkeiten unter Beweis gestellt hatten, wurden Regiments- und später Divisionsfeldübungen durchgeführt. Im Spätsommer wurden groß angelegte Manöver angesetzt, von denen das wichtigste das jährliche Kaisermanöver war. Diese jährliche Übung bildete den Höhepunkt des Militärjahres und fiel mit der Entlassung der ausgemusterten Soldaten und der Einführung der neuen Rekruten zusammen.
Ein solches Ausbildungsprogramm stellte sicher, dass zu jedem Zeitpunkt mindestens die Hälfte der Infanterie und etwa zwei Drittel der Artillerie und Kavallerie vollständig ausgebildet waren. Im Falle einer Mobilisierung, bevor die neuen Rekruten ihre Ausbildung abgeschlossen hatten, konnten die Lücken in den Reihen des regulären Heeres durch die zuletzt entlassenen Reservisten gefüllt werden. Der zufällige Vorteil dieses Systems für das deutsche Heer bestand darin, dass es bei Ausbruch des Krieges im August 1914 vollständig ausgebildet war und zu seinen jährlichen Manövern antreten konnte. Nach zwei Jahren Dienst in der Infanterie verließen die meisten Soldaten das Stehende Heer und wurden in die Reserve versetzt, wo sie nur noch verpflichtet waren, an der jährlichen Sommerfeldübung für zwei Wochen teilzunehmen. Am Ende ihrer Ausbildung erhielten die Wehrpflichtigen Erinnerungsstücke an ihren Dienst, wie z. B. gravierte Bierkrüge und andere persönliche Gegenstände. Wieder zu Hause trugen diese Gegenstände so dazu bei, bei anderen jungen Männern die Vorstellung zu fördern, dass der Militärdienst ein Initiationsritus sei. Soldaten, die ihr Führungspotenzial unter Beweis stellten, konnten die Möglichkeit erhalten, eine Offizierslaufbahn der Reserve einzuschlagen oder als Berufssoldaten (Kapitulanten) im aktiven Dienst zu bleiben.

### Offiziere
Die Rekrutierung und Ausbildung von Offizieren im deutschen Heer  war ein streng strukturierter und elitärer Prozess, der eng mit der gesellschaftlichen Hierarchie und den politischen Strukturen des Kaiserreichs verflochten war. Das preußisch geprägte Heer galt als eine der zentralen Institutionen des Kaiserreichs und stellte hohe Anforderungen an seine Offiziere. Die Offizierslaufbahn war eng mit der gesellschaftlichen Elite verbunden. Vorrangig war sie für Männer aus dem Adel und dem gehobenen Bürgertum zugänglich. Besonders in Preußen, das die dominierende Rolle im deutschen Heer spielte, war das Offizierskorps eine Bastion des Adels. Zwischen 60 und 70 Prozent der Offiziere in der preußischen Armee stammten aus adligen Familien. Normalerweise wurden die Offiziere auf eine der folgenden Arten ausgewählt: Aktiv, Beurlaubungstand und im Felde.

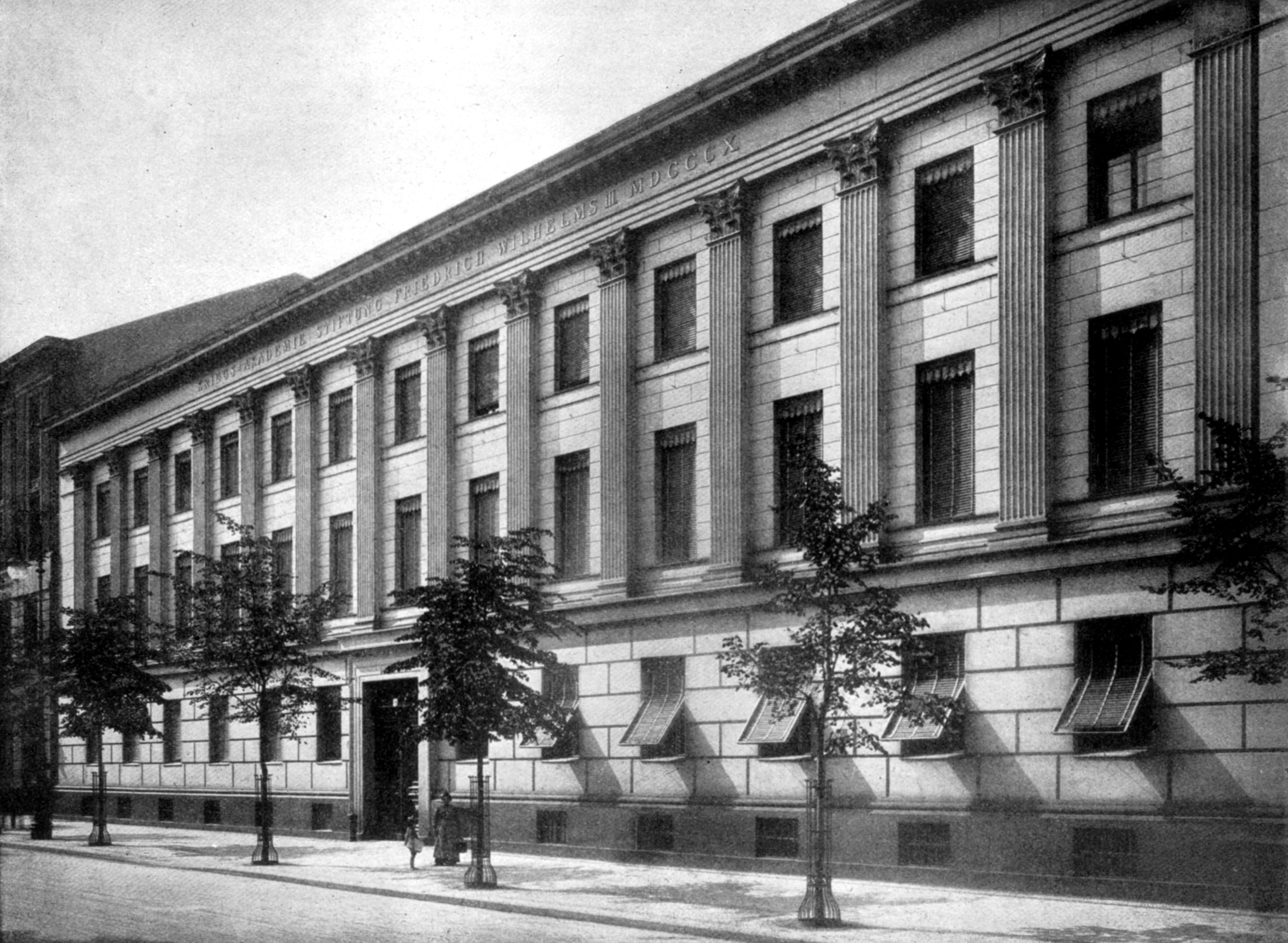
Die preußische Kriegsakademie in Berlin

Etwa ein Drittel der Offiziere stammte aus dem Kadettenkorps, das mit 17 Jahren die „Oberskunda“ verließ und nach sieben Monaten Dienstzeit die Fähnrich-Prüfung ablegte, um in die Kriegsschule aufgenommen zu werden. Etwa zwei Drittel der Offiziere kamen aus dem Kreis der Fahnenjunker. Um unter diesem Status in ein Regiment aufgenommen werden zu können, mussten bestimmte Voraussetzungen in Bezug auf Alter (17 bis 21 Jahre), körperliche Eignung, Bildung, Einkommen und allgemeine Tüchtigkeit erfüllt werden. Nach Vorliegen von Bescheinigungen über die Erfüllung dieser Bedingungen verkündete der Korpskommandeur die Aufnahme des Bewerbers als Fahnenjunker bei der ersten freien Stelle, nachdem er 6 oder 8 Monate als einfacher Soldat, Gefreiter, oder Fähnrich bei der Truppe gedient hatte. Einige Reserveoffiziere, die vom Kaiser eigens dazu zugelassen waren und bestimmte Abschlüsse besaßen, durften sich nach einer längeren Ausbildungszeit in einem Regiment, aber ohne Durchlaufen einer Kriegsschule, der Offiziersprüfung unterziehen und erhielten nach einem positiven Votum der Offiziere ihres Regiments ihr Offizierspatent.
In sehr seltenen Fällen konnten Unteroffiziere, die sich im Einsatz ausgezeichnet hatten, ohne Prüfung zu Offizieren ernannt werden, sofern sie bereits den Dienstgrad eines Feldwebels oder Vizefeldwebels erreicht hatten. Am Ende des Kriegsschulkurses unterzogen sich die Kadetten und Fahnenjunker der Offiziersprüfung. Wenn sie bestanden, kehrten sie zu ihrem Regiment zurück und warteten auf den frei werdenden ersten Leutnantposten. Die fachliche und technische Ausbildung der jungen Offiziere wurde dann in speziellen Waffenschulen, Spandau (Infanterie), Hannover (Kavallerie), Jüterborg (Artillerie), fortgesetzt. Eine bestimmte Anzahl sorgfältig ausgewählter Offiziere wurde später in die Kriegsakademie geschickt. Wie in Friedenszeiten versuchte die Armee bei der Ernennung im Feld den Charakter der Kaste in ihrem Offizierskorps zu bewahren, indem sie nur die gleiche Gesellschaftsschicht aufnahm. Die aktiven Offiziere rekrutierten sich daher aus den Offiziersanwärtern und aus den freiwilligen Soldaten der höheren Gesellschaftsschichten, die seit Kriegsbeginn von den Jahrgängen 1914, 1915 und 1916 in großer Zahl gestellt worden waren.
Um die zahlreichen Lücken in den Reihen der aktiven Offiziere zu schließen, musste auf andere Personengruppen zurückgegriffen werden. Da man sie aber nach einem Krieg nicht als Offiziere behalten wollte, wurden diejenigen, die aus den sozialen Schichten stammten, aus denen in Friedenszeiten Reserveoffiziere rekrutiert werden sollten, zu Reserveoffizieren ernannt. Schließlich griff man auf Ernennungen von Feldwebelleutnants und Offizierstellvertretern zurück, die nach Möglichkeit aus Männern ausgewählt wurden, die nach einem Krieg nicht mehr dem aktiven Heer angehören würden. So konnten aktive Unteroffiziere nicht zu Feldwebelleutnants (vom Kaiser verliehener Dienstgrad) ernannt werden, sondern nur zu Offizierstellvertretern (eine Ernennung, die vom Regimentskommandanten widerrufen werden konnte, wenn der Bedarf nicht mehr bestand).
Die Offiziere der Reserve und der Landwehr wurden entweder aus ehemaligen aktiven Offizieren, die ohne Beschäftigung waren, oder aus Freiwilligen mit einjähriger Dienstzeit ausgewählt. Letztere wurden, nachdem sie im Laufe ihres Dienstjahres eine theoretische und praktische Prüfung abgelegt hatten, als Offiziersanwärter bezeichnet. Im Laufe der folgenden zwei Jahre hatten sie zwei Lehrgänge von je acht Wochen zu absolvieren, nach denen sie vom Korpskommandeur für die Ernennung zum Offizier der Reserve vorgeschlagen und nach dem Votum des Reserveoffizierskorps des Kreises eingesetzt werden konnten. Weitere Unteroffiziere und Männer der Reserve und der Landwehr wurden aus denjenigen rekrutiert, die sich im Einsatz ausgezeichnet hatten, sofern sie bereits Feldwebel, Vizefeldwebel, Wachtmeister oder Vizewachtmeister waren. Alle diese Ernennungen konnten nur nach einem Votum des betreffenden Offizierskorps und nach sehr ernsthaften Untersuchungen über die Moral des Kandidaten und seiner Familie erfolgen.
Die Rekrutierung der Unteroffiziere erfolgte über die Unteroffiziersschulen, in die man mit 17 Jahren eintreten konnte. Nach zwei Jahren Studium wurde der Absolvent mit dem Dienstgrad eines Unteroffiziers zur Truppe geschickt (sie waren Vorbereitungsschulen für die Unteroffiziersschulen). Auch Soldaten, die sich während ihres Dienstes bei der Truppe erneut meldeten, konnten durch Wiederverpflichtung zum Unteroffizier ernannt werden. Eine gewisse Anzahl von Unteroffiziersschulen blieb bestehen, vor allem hinter der Front, wo Unteroffizierslehrgänge eingerichtet worden waren, in der Regel einer für eine Division oder ein Armeekorps.

## Uniformen

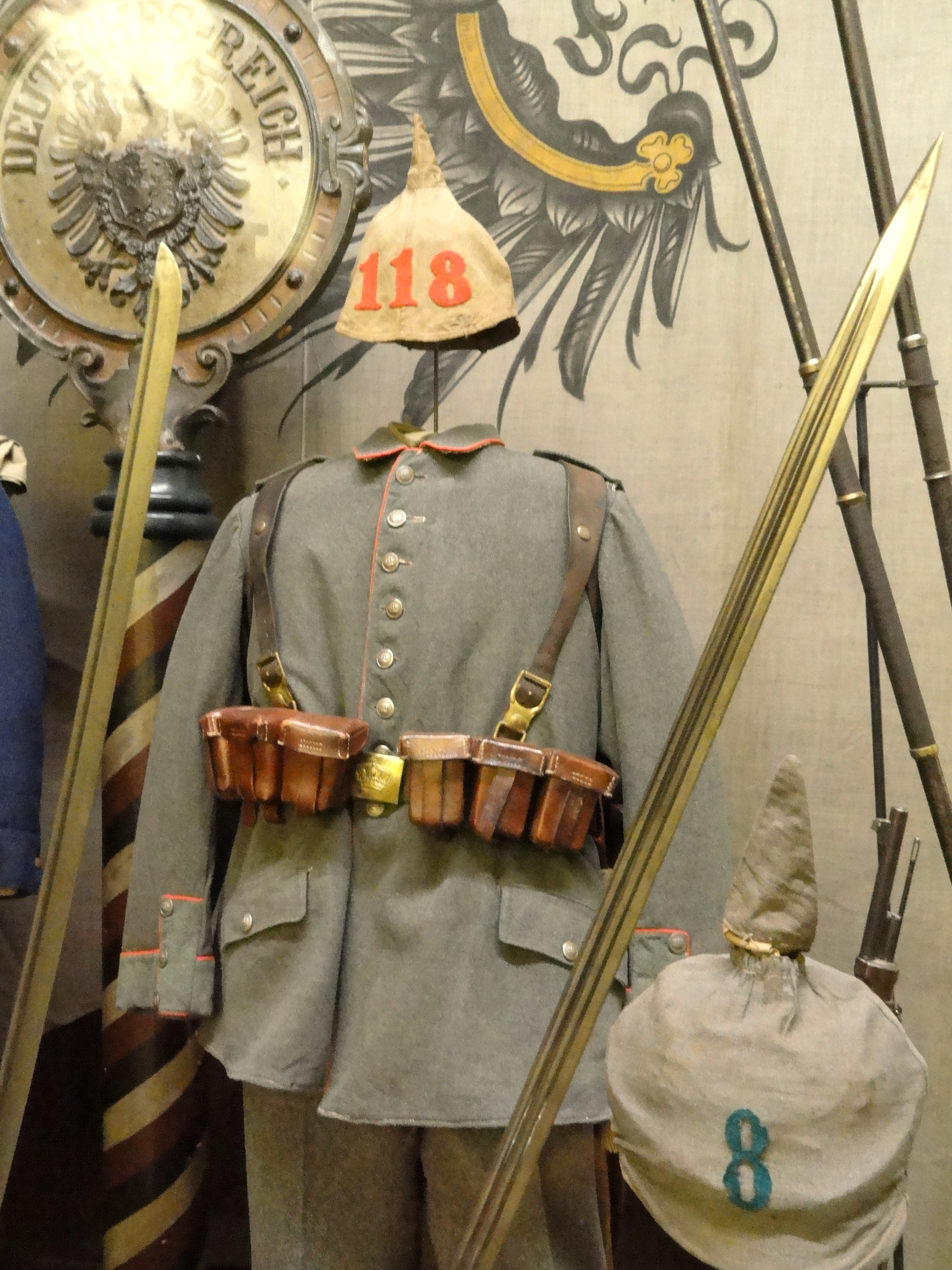
Graue Felduniform von 1910

Ab 1914 trug die gesamte reguläre Armee die Felduniform von 1910. Sie war auch in ausreichender Menge hergestellt worden, um den größten Teil der Reserve und der Landwehr einzukleiden, obwohl es Fälle gab, in denen einige der letztgenannten Verbände bei der Mobilmachung blaue Uniformen oder eine Mischung aus Blau und Feldgrau trugen. Die Einheiten des Landsturms trugen 1914 keine feldgraue Uniform, doch Anfang 1915 waren die meisten dieser Truppen neu eingekleidet worden. Diese erste Felduniform des deutschen Heeres wurde in zwei Farben hergestellt: in Grüngrau, das von den Jägerbataillonen, den Maschinengewehrabteilungen und den Jägern zu Pferd getragen wurde, und in Feldgrau für den Rest des Heeres. Das weit verbreitete Bild eines einheitlichen deutschen Heeres, das bei Kriegsausbruch durchgängig in der gleichen Uniform gekleidet war, ist jedoch falsch, zum einen wegen der vielen staatlichen Variationen und zum anderen, weil viele Truppengattungen die Unterschiede von ihrer jeweiligen Waffengattung übernommen hatten.

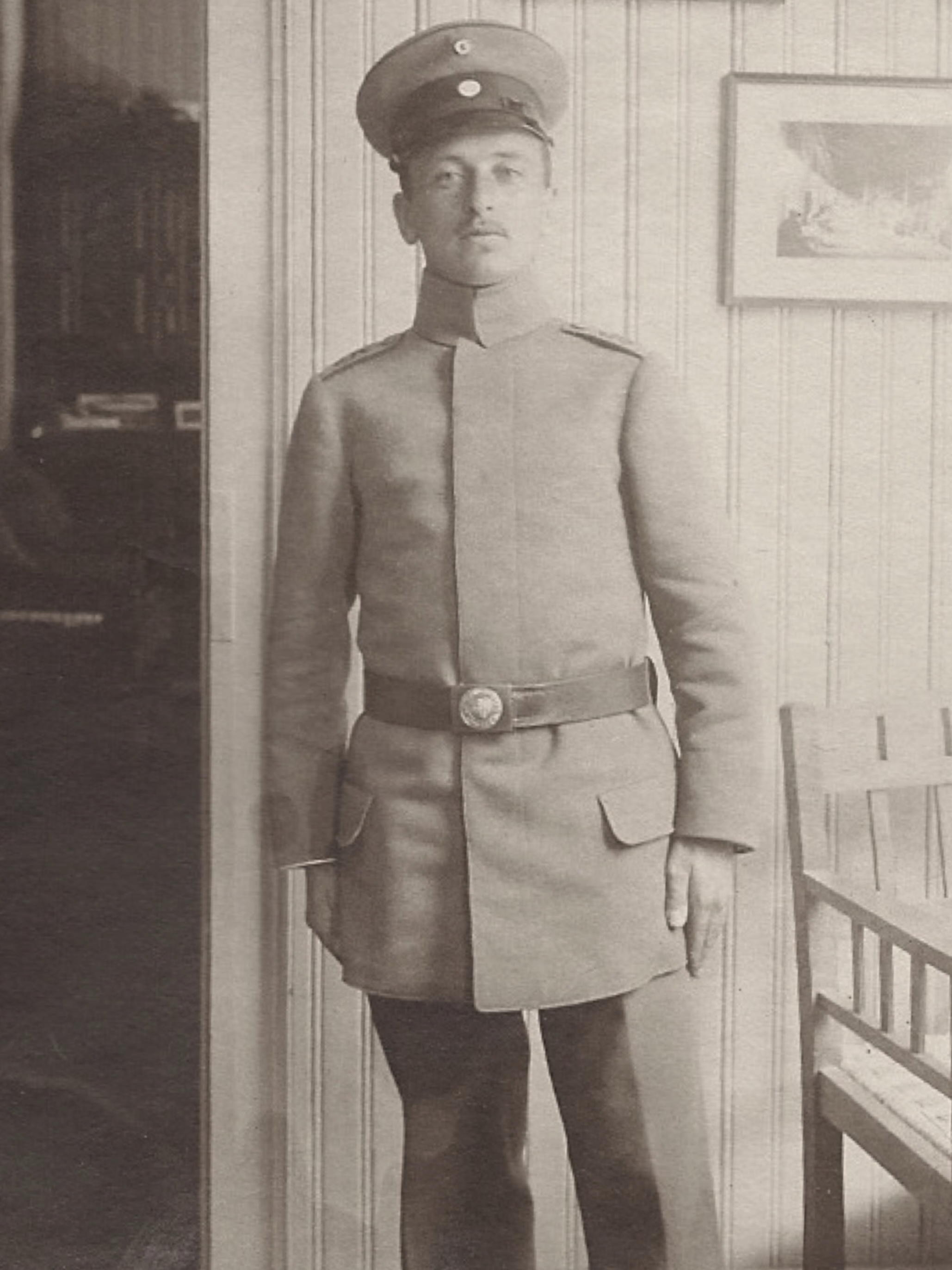
Felduniform von 1915

Das Grundkleidungsstück war ein lockerer Waffenrock mit acht Knöpfen vorne und Taschen an den Schürzen. Die ausgegebenen Waffenröcke waren mit den Buchstaben „B.A.“, römischen Ziffern und Einheitszeichen versehen. Scharlachrote Paspeln wurden für Infanterie und Maschinengewehrschützen verwendet, grüne für Jäger und schwarze für Schützen, die Artillerie und Pioniere trugen rote Paspeln und Sanitätstruppen dunkelblaue Paspeln. Auch Einheitsabzeichen waren vorhanden. Die Uniformen der Offiziere waren Sonderanfertigungen, mit Rang- und Regimentsabzeichen auf der Schulter. Generalstabsoffiziere trugen eine speziellen Waffenrock mit roten Manschetten und Klappen. Infolge des Krieges trugen einige ältere Offiziere veraltete Uniformen. Kürassiere, Dragoner und Jäger zu Pferde trugen solche, die dem Waffenrock ähnelten, mit Stehkragen und Paspeln in Regimentsfarben. Husareneinheiten trugen eine feldgraue Attila, Husareneinheiten eine feldgraue Ulanka, und Kapläne trugen einen langen Gehrock. Auch sie trugen feldgraue geflochtene Paspeln.
Die Knöpfe der bayerischen Einheiten waren mit einem Löwen geprägt und trugen in der Regel die Landeskrone der jeweiligen Einheit. Die meisten Regimenter begannen den Krieg mit Tombakknöpfen, einer Legierung aus Zink und Kupfer mit einem rötlichen Messingüberzug. Einige Einheiten, vor allem der Garde, trugen Knöpfe aus Nickel. Diese Unterscheidung wurde jedoch durch die Herstellung von mattgrauen, lackierten Knöpfen und die Einführung von Kriegsmetall, ausgehöhlt. Die vier wichtigsten Manschettenmuster des Waffenrocks waren das brandenburgische, das schwedische, das sächsische und das französische. Die Brandenburger Manschette hatte eine längliche, senkrechte Lasche mit drei Knöpfen, während die sächsische Manschette zwei Knöpfe hatte, von denen einer unterhalb und einer oberhalb der Paspel angeordnet war. Die schwedische Manschette hatte zwei Knöpfe, die waagerecht unter der Paspel angeordnet waren.
Kragen- und Manschettenlitzen, kleine Zierleisten aus Stoff, wurden traditionell mit der Garde und anderen höheren Regimentern der Armee in Verbindung gebracht. Sie wurden am Kragen getragen und reichten bis zu einem Punkt in Höhe des Schulterstückknopfes. Die drei wichtigsten Muster waren doppelt, einfach und altpreußisch. Die Litzen waren in der Regel weiß mit einer roten Mittellinie, außer beim Füsilierregiment Nr. 80, den Garde- und 14. Jägerbataillonen sowie den Gardeschützen. Die Bezeichnungen der Einheiten und der Armeekorps konnten durch das heruntergeknöpfte Schulterstück des Waffenrocks von 1910 ermittelt werden.
Das Schulterstück eines Regiments war ein Rangsymbol, auf dem die Regimentsnummer oder das Monogramm in Rot aufgenäht war. So trug das Waffenrock-Schulterstück des Württembergischen Grenadier-Regiments Königin Olga eine Krone über dem Monogramm O. Das Garde-Grenadier-Regiment Nr. 1 trug ein A unter einer Kaiserkrone und einer kleinen Zahl 1. Das Füsilierregiment Nr. 34 trug ein stilisiertes, gekröntes V.
Neben diesen Monogrammen gab es eine Reihe von Buchstaben und Symbolen, meist in roter Farbe, die die Truppengattungen bezeichneten. So trugen beispielsweise die Artillerie Granaten, die sächsischen Jäger und Schützen Jagdhörner und die sächsischen Pioniere gekreuzte Hacken und Schaufeln. Flugzeugeinheiten trugen stilisierte Tragflächen und Treibsätze. Das Schulterstück diente auch zur Kennzeichnung von Einjährigen, Männern, die sich bereit erklärten, ein Jahr lang zu dienen und ihre Kosten selbst zu tragen.
Landsturm-Einheiten hatten Schulterstücken, die sich nach der Waffengattung richteten: blau für Infanterie, schwarz für Pioniere, scharlachrot für Feldartillerie und gelb für Fußartillerie. Die Einheiten wurden durch Messingziffern am Kragen gekennzeichnet, wobei die Nummern der Armeekorps in römischen und die der Bataillone in arabischen Ziffern angegeben waren. Die Hosen der Infanterie sollten mit den Farben der Waffenröcke übereinstimmen, mit roten oder grünen Paspeln bei den Jägern. Für die Kavallerie waren feldgraue Reithosen vorgeschrieben, während bei den Gebirgsjägern Cordhosen beliebt waren. Die Offiziere wurden angewiesen, ähnliche Hosen wie die Mannschaften zu tragen, möglicherweise um zu verhindern, dass feindliche Scharfschützen zu leichtes Spiel hatten.
1915 wurde zunächst im preußischen Heer eine neue Felduniform eingeführt, die Anfang 1916 vom gesamten deutschen Heer übernommen wurde. Die wichtigste Neuerung dieser Uniform war die Einführung der Bluse. Dieses Kleidungsstück mit einfachen Umschlagmanschetten, schlichten Schürzen und verdeckten Knöpfen an der Vorderseite sollte alle Waffenröcke von 1910 ersetzen. Auf den Umlegekragen wurden modifizierte Litzen aus grauer oder gelber gewebter Baumwolle genäht, die den Stil und die Farbgebung der älteren Typen widerspiegelten.
Alle bayerischen Verbände trugen ein dünnes blau-weiß kariertes Band, das um den Kragenrand genäht war. Das einzige weitere Unterscheidungsmerkmal der Bluse waren die Schulterstücke. Diese entsprachen zwar der traditionellen Farbgebung, unterschieden sich aber deutlich von denen der Uniformen von 1910; sie waren zwar nicht mehr in den Korpsfarben paspeliert, trugen aber weiterhin Regimentsnummern und Ziffern. Die Farbe der Schulterstücke gab im Wesentlichen die Waffengattung an, und in einigen Fällen unterschieden die Paspeln das Regiment. Die Husaren trugen weiterhin die Schulterstücke der Uniform von 1910. An der Uniform von 1916 blieben Merkmale wie Rangabzeichen unverändert, aber das Tragen von Berufs- oder Leistungsabzeichen und Schwalbennestern wurde verboten.

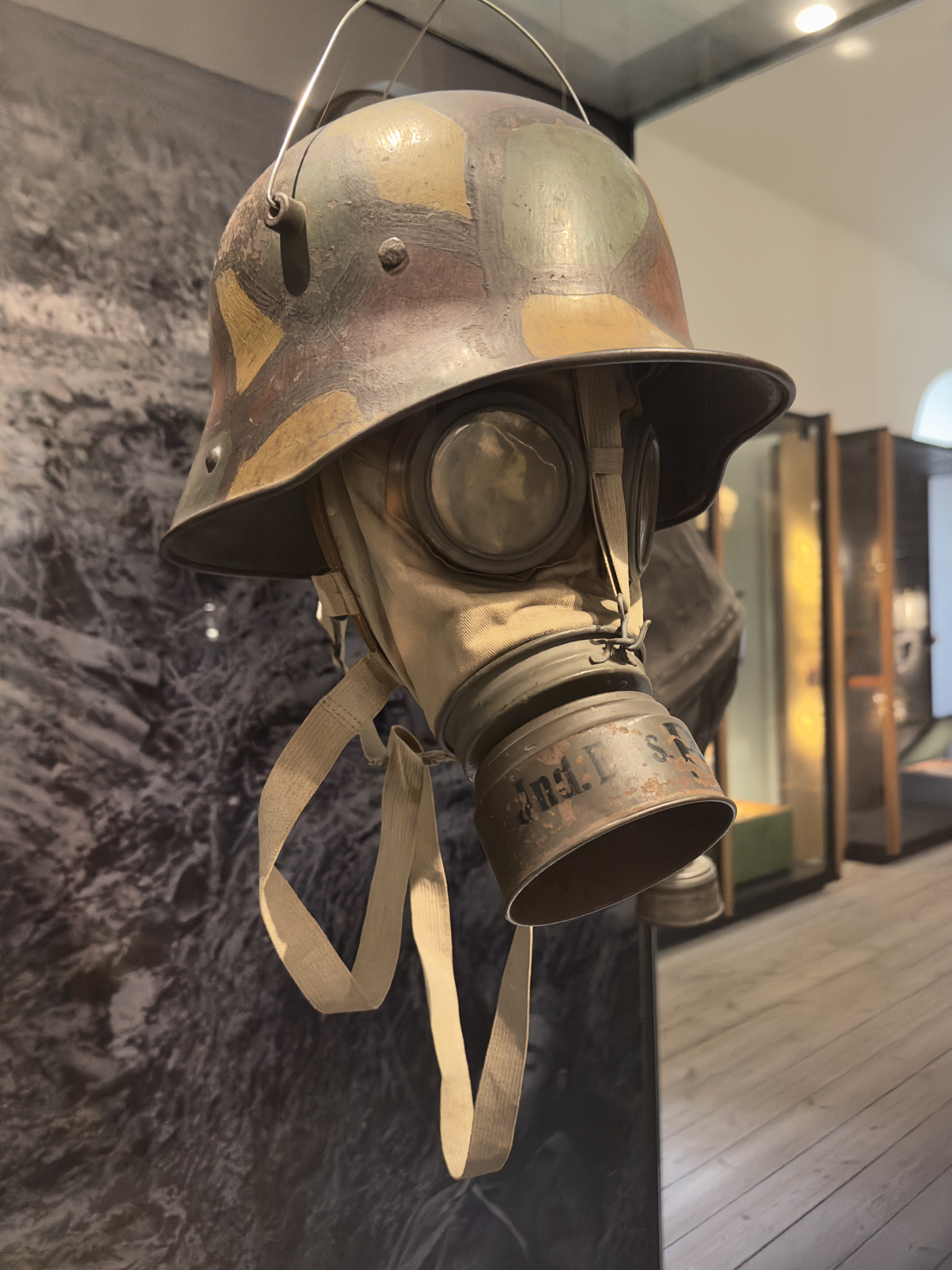
Stahlhelm M16 mit Tarnbemalung

Die Soldaten trugen verschiedene Helme wie die Pickelhaube, die aus Leder mit Metallverzierungen, und Kokarden (Reichskokarde rechts, Landeskokarde links) bestand, sowie Tschakos, Tschapkas oder Kolpaks. Die Helme waren mit Wappenplatten versehen, deren Gestaltung je nach Staat und Regiment variierte, beispielsweise mit dem preußischen Adler, dem bayerischen Wappen oder dem hessischen Löwen. Artilleristen unterschieden sich durch Kugeln statt Spitzen auf ihren Helmen. Jäger- und Kavallerieeinheiten hatten spezifische Helmtypen wie die Hummerschwanz-Helme für schwere Kavallerie oder Tschapkas für Ulanen. Offiziershelme waren hochwertiger gefertigt, mit längeren Spitzen, Metallschuppenriemen und teils aus besonderen Materialien wie grauem Opossumfell für Kolpaks.
Alle Helme wurden mit grünen Stoffüberzügen getarnt, auf denen Regimentsnummern angebracht waren. Reserve- und Landwehr-Einheiten hatten zusätzlich ein „R“, Landsturm-Einheiten ein „L“. Diese Markierungen waren zunächst rot, wurden jedoch nach Kriegsbeginn in grün geändert. Feldmützen, die ebenfalls zur Uniform gehörten, waren in der Grundfarbe der Uniform gehalten und mit farbigen Bändern und Paspeln verziert, die oft die Farben der Uniformpaspelierung widerspiegelten. Kürassierregimenter und Husaren hatten besonders verzierte Mützen, die den Farben ihrer Paradeuniformen entsprachen. Die Kriegsbedingungen führten zu weiteren Anpassungen der Ausrüstung. Ab Frühjahr 1916 wurde der Stahlhelm eingeführt, der zunächst feldgrau lackiert war, später aber oft in Tarnfarben bemalt wurde. Zudem fertigten Soldaten häufig eigene Helmüberzüge aus Sandsäcken an. Im gleichen Jahr wurde auch ein Körperpanzer eingeführt, der jedoch wegen seines hohen Gewichts vor allem von Schützengräbenwachen genutzt wurde. Spezialkleidung für Panzerbesatzungen, Gebirgstruppen und Flieger wurde entwickelt, ebenso wie Schafsfellmäntel für den Winter an der Ostfront und leichte Uniformen für heiße Klimazonen wie Mazedonien oder den Nahen Osten.

## Dienstgrade
| Ränge und Rangabzeichen, kaiserliches Heer – Deutschland bis 1918 | Ränge und Rangabzeichen, kaiserliches Heer – Deutschland bis 1918 | Ränge und Rangabzeichen, kaiserliches Heer – Deutschland bis 1918 | Ränge und Rangabzeichen, kaiserliches Heer – Deutschland bis 1918 | Ränge und Rangabzeichen, kaiserliches Heer – Deutschland bis 1918 | Ränge und Rangabzeichen, kaiserliches Heer – Deutschland bis 1918 | Ränge und Rangabzeichen, kaiserliches Heer – Deutschland bis 1918 | Ränge und Rangabzeichen, kaiserliches Heer – Deutschland bis 1918 | Ränge und Rangabzeichen, kaiserliches Heer – Deutschland bis 1918 | Ränge und Rangabzeichen, kaiserliches Heer – Deutschland bis 1918 | Ränge und Rangabzeichen, kaiserliches Heer – Deutschland bis 1918 | Ränge und Rangabzeichen, kaiserliches Heer – Deutschland bis 1918 |
| Bezeichnung                                                       | Generale                                                          | Generale                                                          | Generale                                                          | Generale                                                          | Generale                                                          | Stabsoffiziere                                                    | Stabsoffiziere                                                    | Stabsoffiziere                                                    | Subalternoffiziere                                                | Subalternoffiziere                                                | Subalternoffiziere                                                |
| ----------------------------------------------------------------- | ----------------------------------------------------------------- | ----------------------------------------------------------------- | ----------------------------------------------------------------- | ----------------------------------------------------------------- | ----------------------------------------------------------------- | ----------------------------------------------------------------- | ----------------------------------------------------------------- | ----------------------------------------------------------------- | ----------------------------------------------------------------- | ----------------------------------------------------------------- | ----------------------------------------------------------------- |
| Schulterstück                                                     |                                                                   |                                                                   |                                                                   |                                                                   |                                                                   |                                                                   |                                                                   |                                                                   |                                                                   |                                                                   |                                                                   |
| Rang                                                              | Generalfeldmarschall                                              | Generaloberst                                                     | General (der Waffengattung)                                       | Generalleutnant                                                   | Generalmajor                                                      | Oberst                                                            | Oberstleutnant                                                    | Major                                                             | Hauptmann/ Rittmeister                                            | Oberleutnant                                                      | Leutnant                                                          |

## Bezahlung
Die Besoldung war unterteilt in Gehalt für Offiziere und Löhnung für Unteroffiziere und Mannschaftsdienstgrade. In Friedenszeiten gab es verschiedene Zulagen wie Kommandogeld, Stellenzulage oder Tischgeld. Der Sold der Offiziere wurde monatlich im Voraus am ersten Tag eines jeden Monats ausgezahlt. Der Sold der Unteroffiziere und Mannschaften wurde jeweils am 1. am 11. und 21. eines jeden Monats ausgezahlt, wobei jeder Monat mit 30 Tagen gerechnet wurde. Bei Eintritt in die Truppe erhielt jeder Rekrut eine Zulage für Putzzeug in Höhe von 7,10 bzw. 8,80 Reichsmark für berittene Männer. Für Offiziere und andere Dienstgrade des Beurlaubtenstandes wurden besondere Zulagen und Vergütungen gewährt, wenn sie zur Ausbildung oder zu Manövern einberufen wurden. Am 21. Dezember 1917 wurden die Gehaltssätze für Unteroffiziere um 20 Prozent und für Mannschaftsdienstgrade um 33 Prozent angehoben. Am 1. August 1918 wurde eine weitere Erhöhung durch den Kaiser genehmigt. Offiziere, die im Einsatz verletzt wurden, erhielten für die Dauer dieses Zustandes eine Verstümmelungszulage: Bei Verlust einer Hand, eines Fußes, der Sprache, des Gehörs auf beiden Ohren jährlich je 900 Reichsmark und bei Verlust oder Erblindung beider Augen jährlich 1.800 Reichsmark. Die Verstümmelungszulage von je 900 Reichsmark konnte ferner bewilligt werden bei Störung der Bewegungs- und Gebrauchsfähigkeit einer Hand, eines Armes, eines Fußes oder eines Beines, bei Verlust oder Erblindung eines Auges im Falle nicht völliger Gebrauchsfähigkeit des anderen Auges, sowie bei anderen schweren Gesundheitsstörungen, wenn sie auf Pflege angewiesen waren. Wurde durch eine dieser Gesundheitsschädigungen schweres Siechtum verursacht, oder bestand eine psychische Erkrankung, so konnte die einfache Verstümmelungszulage um bis zu 1.800 Reichsmark erhöht werden. Offiziere, die infolge einer Kriegsverletzung pensionsberechtigt geworden waren, hatten Anspruch auf eine Kriegszulage von jährlich: 720 bis 1.200 Reichsmark. Zur Beschaffung der für den Dienst bestimmten Pferde wurde ein Pferdegeld in Höhe von 19,94 Reichsmark gewährt.
Die Tabelle zeigt die monatliche Besoldung.
| Rang                                   |          |
| -------------------------------------- | -------- |
| Generalfeldmarschall und Generaloberst | 1.165 ℛℳ |
| General                                | 1.129 ℛℳ |
| Generalleutnant                        | 0855 ℛℳ  |
| Generalmajor                           | 0755 ℛℳ  |

| Rank           |        |
| -------------- | ------ |
| Oberst         | 731 ℛℳ |
| Oberstleutnant | 546 ℛℳ |
| Major          | "" ℛℳ  |

| Rang                   | Dienstzeit | Dienstzeit | Dienstzeit | Dienstzeit | Dienstzeit | Dienstzeit | Dienstzeit | Dienstzeit | Dienstzeit | Dienstzeit | Dienstzeit | Dienstzeit | Dienstzeit |
| ---------------------- | ---------- | ---------- | ---------- | ---------- | ---------- | ---------- | ---------- | ---------- | ---------- | ---------- | ---------- | ---------- | ---------- |
|                        | 1 Jahr     | 2 Jahre    | 3 Jahre    | 4 Jahre    | 5 Jahre    | 6 Jahre    | 7 Jahre    | 8 Jahre    | 9 Jahre    | 10 Jahre   | 11 Jahre   | 12 Jahre   | 13 Jahre   |
| Hauptmann, Rittmeister | 283 ℛℳ     | ""         | ""         | ""         | 383 ℛℳ     | ""         | ""         | ""         | 425 ℛℳ     |            |            |            |            |
| Oberleutnant           | 125 ℛℳ     | ""         | ""         | 141 ℛℳ     | ""         | ""         | 158 ℛℳ     | ""         | ""         | 175 ℛℳ     | ""         | ""         | 200 ℛℳ     |
| Leutnant               | 125 ℛℳ     | ""         | ""         | 141 ℛℳ     | ""         | ""         | 158 ℛℳ     | ""         | ""         | 175 ℛℳ     | ""         | ""         | 200 ℛℳ     |

| Rank                                       |       |
| ------------------------------------------ | ----- |
| Feldwebel                                  | 62 ℛℳ |
| Vizefeldwebel mehr als 9½ Jahre Dienstzeit | 47 ℛℳ |
| Sergeant mehr als 9½ Jahre Dienstzeit      | 47 ℛℳ |
| Sergeant mehr als 5 Jahre Dienstzeit       | 39 ℛℳ |
| Fähnrich weniger als 5½ Jahre Dienstzeit   | 25 ℛℳ |

| Rang          |       |
| ------------- | ----- |
| Obergefreiter | 15 ℛℳ |
| Gefreiter     | 10 ℛℳ |
| Gemeiner      | 09 ℛℳ |

## Beförderung
Die Beförderung von Offizieren war das Vorrecht der Souveräne der vier Königreiche Preußen, Bayern, Sachsen und Württemberg. Der erste Grundsatz bei der Beförderung war, dass der beförderte Offizier in jeder Hinsicht für seine neue Position geeignet sein musste. Selbst im Frieden wurde dies durch Inspektion und nicht durch Prüfung festgestellt. Außer im Generalstab fand die Beförderung bis zum Rang eines Hauptmanns oder Majors innerhalb des Regiments statt. Oberhalb des Ranges eines Majors erfolgte die Beförderung über eine allgemeine Liste.
In der deutschen Armee war die Beförderung im Vergleich zu anderen europäischen Armeen in Friedenszeiten relativ langsam, beschleunigte sich jedoch im Krieg für die unteren Dienstgrade geringfügig. So lag das durchschnittliche Beförderungsalter im Frieden bei einem Leutnant bei 29 Jahren, während es im Krieg auf 25 Jahre sank. Ein Hauptmann wurde im Frieden durchschnittlich mit 36 Jahren befördert, im Krieg mit 29 Jahren. Für einen Major betrug das Beförderungsalter im Frieden 45 Jahre und im Krieg 42 Jahre, während ein Oberstleutnant im Frieden mit 52 Jahren und im Krieg mit 50 Jahren befördert wurde. Die höheren Ränge blieben hingegen unverändert oder veränderten sich nur minimal. Ein Oberst wurde sowohl im Frieden als auch im Krieg mit 54 Jahren befördert. Für einen Generalmajor lag das Beförderungsalter im Frieden bei 58 Jahren und im Krieg bei 57 Jahren. Generalleutnante und Generäle wurden in beiden Fällen mit 61 bzw. 65 Jahren befördert. In der jährlichen Rangliste wurden die Namen, Dienstgrade und Ernennungen der Offiziere dokumentiert. Die bayerische und die sächsische Armee führten getrennte Listen. Beförderungen, Ernennungen und Versetzungen wurden unter der Rubrik Personalveränderungen im Reichsanzeiger veröffentlicht. In Friedenszeiten wurde eine bestimmte Anzahl höherer Unteroffiziere bei der Mobilmachung in den Rang eines kommissarischen Offiziers befördert und erhielt die Bezeichnung Feldwebelleutnant.
Während des Krieges bestand in sämtlichen Waffengattungen die Möglichkeit, vakante Positionen für Leutnants durch die Beförderung von Feldwebeln oder Vizefeldwebeln, die vor dem Krieg nach 12 Dienstjahren in den Ruhestand getreten waren, mit dem Rang eines Feldwebelleutnants zu besetzen. Die Verleihung setzte einen einwandfreien Charakter und eine angemessene Stellung im Zivilleben voraus. Des Weiteren bestand die Möglichkeit, Unteroffiziere mit gutem Leumund, die nach acht Dienstjahren in den Ruhestand getreten waren, in den Rang eines Feldwebelleutnants in den Landsturmformationen zu befördern, sofern sie nicht für den aktiven Dienst geeignet waren.

## Unterkunft und Verpflegung
Die Verpflegung der deutschen Soldaten im Ersten Weltkrieg war in verschiedene Kategorien unterteilt, die sich je nach Situation unterschieden: Friedensverpflegung, Kriegsverpflegung und eiserne Portionen. Die Friedensverpflegung bestand aus täglichen Rationen, die eine Kombination aus Brot, Fleisch und Gemüse beinhalteten. So standen beispielsweise 750 g Brot oder eine entsprechende Menge Zwieback sowie 180 g rohes Fleisch oder Alternativen wie Speck oder Fleischkonserven zur Verfügung. Ergänzt wurde dies durch Hülsenfrüchte, Reis oder Gemüsekonserven sowie kleinere Mengen an Kaffee und Salz. Die grobe Friedensverpflegung war etwas umfangreicher und bot höhere Mengen an Fleisch und Fett.
Die Kriegsverpflegung war an die Bedingungen des Krieges angepasst und umfasste ebenfalls Brot oder Zwieback als Basis, dazu gesalzenes oder geräuchertes Fleisch, Speck oder Fleischkonserven. Gemüse und Kartoffeln standen in geringeren Mengen zur Verfügung, wobei häufiger auf haltbare Produkte wie Dörrgemüse oder Konserven zurückgegriffen wurde. Bei außergewöhnlichen Anstrengungen konnten die Fleisch- und Gemüseportionen erhöht werden, zudem durfte ergänzend Kaffee, Tee oder Branntwein ausgeteilt werden. Die eiserne Portion war eine Notration, die Soldaten ständig mit sich führten. Sie bestand aus Zwieback, Fleischkonserven und Gemüsekonserven.
Diese Ration war jedoch kalorienarm und reichte nicht aus, um den Nährstoffbedarf der Soldaten langfristig zu decken, weshalb sie durch Einkäufe in der Kantine oder den Konsum von Alkohol ergänzt werden musste. Die Einschränkungen der eisernen Portion ergaben sich aus dem Ziel, das Gewicht der mitgeführten Verpflegung möglichst gering zu halten. Insgesamt war die Verpflegung darauf ausgelegt, die Soldaten mit möglichst vielen Kalorien zu versorgen. Dennoch traten bei längerer Abhängigkeit von Notrationen Mängel auf, die durch spätere reichhaltige Zufuhr ausgeglichen werden sollten.

## Sanitätsdienst
Im Ersten Weltkrieg war die medizinische Versorgung der Truppen klar strukturiert. Jeder größeren Einheit, wie Infanterie-, Jäger- oder Artillerie-Bataillonen, wurde mindestens ein Arzt zugeteilt, der entweder den Rang eines Oberstabs- oder Stabsarztes hatte, unterstützt von einem weiteren Arzt. Kavallerieregimenter hatten zusätzlich einen Regimentsarzt und zwei Assistenzärzte, während kleinere selbstständige Einheiten, beispielsweise Pionierkompanien oder Fernsprechabteilungen, jeweils einen Assistenzarzt erhielten. Innerhalb der Regimenter übernahm der ranghöchste Bataillonsarzt gleichzeitig die Rolle des Regimentsarztes. Mit der fortschreitenden Entwicklung des Krieges wurden zusätzliche Arztstellen für technische Truppen wie Flieger- und Kraftfahrverbände geschaffen.
Bereits vor Kriegsbeginn war die Zahl der aktiven Sanitätsoffiziere unzureichend, um alle vorgesehenen Stellen zu besetzen. Mit der Mobilmachung und dem massiven Ausbau des Heeres durch Reserve- und Landsturmtruppen verschärfte sich dieser Mangel erheblich. Das aktive Korps der Sanitätsoffiziere konnte nur einen Bruchteil der benötigten Arztstellen besetzen, da zusätzlich erfahrene Ärzte für die Leitung von Feldlazaretten und Sanitätskompanien benötigt wurden. Daher mussten viele Stellen mit Reservisten oder vertraglich verpflichteten Ärzten besetzt werden. Im Verlauf des Krieges führten Verluste durch Tod, Verwundung oder Krankheit zu weiteren Engpässen, die nicht vollständig ausgeglichen werden konnten. Um die Lücken zu füllen, wurden zunehmend weniger qualifizierte Ärzte wie Feldhilfs- und Feldunterärzte eingesetzt. An weniger umkämpften Frontabschnitten blieben einige Positionen sogar dauerhaft unbesetzt.

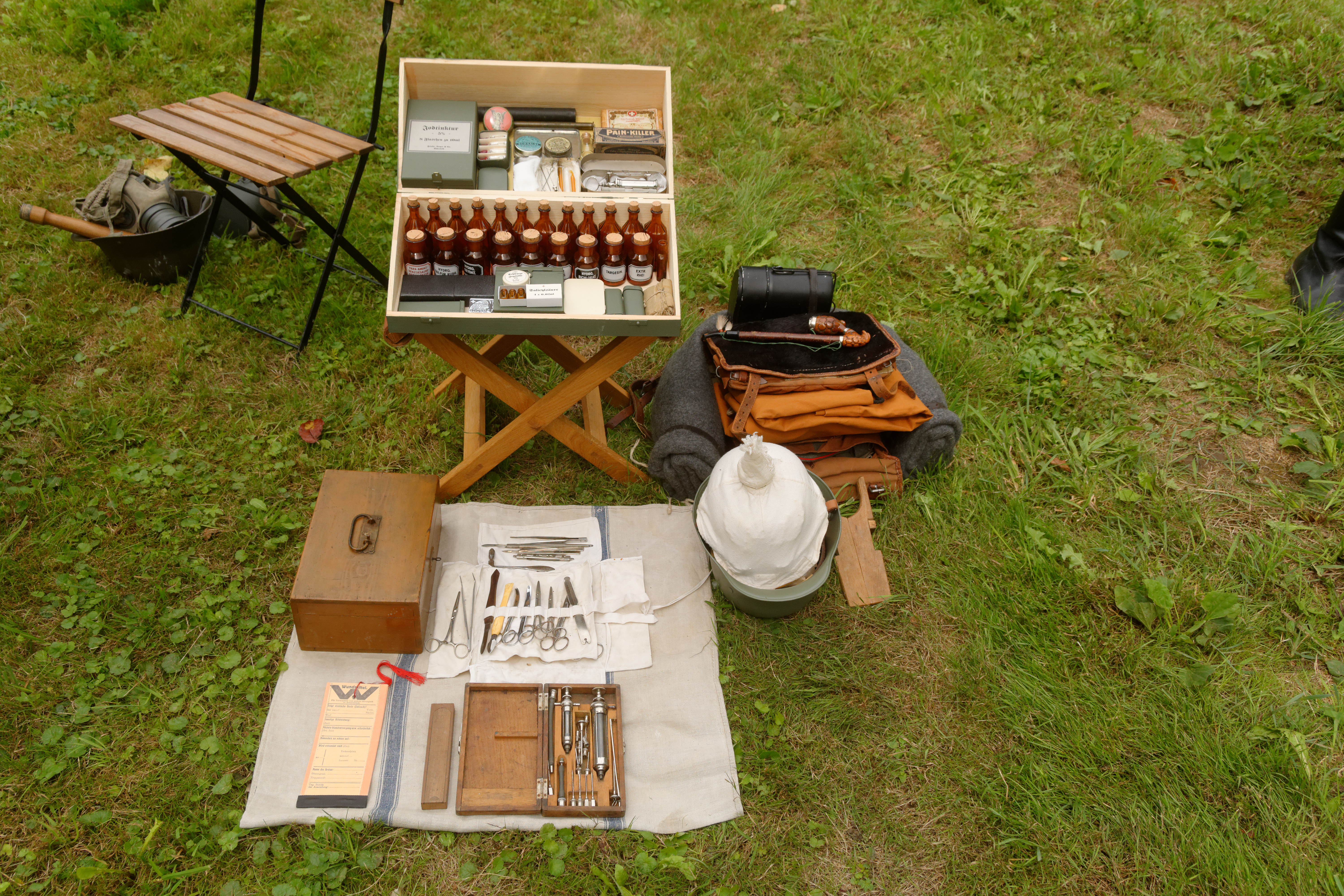
Sanitätsausrüstung

Aktive Sanitätsoffiziere waren durch ihre Friedenszeit gut auf den Dienst im Feld vorbereitet, da sie durch Manöver und Übungen mit den Anforderungen im Gefecht vertraut waren. Reservisten und weniger erfahrene Ärzte hingegen mussten sich erst an die Herausforderungen des militärischen Sanitätsdienstes gewöhnen, da viele von ihnen zuvor hauptsächlich in Lazaretten oder zivilen Krankenhäusern gearbeitet hatten. Besonders schwierig war die Anpassung für vertraglich verpflichtete Ärzte, die keinerlei militärische Vorerfahrung hatten. Die Sanitätsmannschaften wurden in Friedenszeiten aus dem aktiven Militär rekrutiert. Im Winterhalbjahr erhielten sie in einer Sanitätsschule, die einem größeren Garnisonslazarett angegliedert war, eine theoretische und praktische Ausbildung, die mit einer Abschlussprüfung endete. Nach bestandener Prüfung wurden sie als Sanitätsmannschaften übernommen. Zu den Sanitätsmannschaften der Reserve gehörten auch Medizinstudenten, die nach einem halben Jahr Waffendienst als überzählige Gefreite in die Reserve entlassen wurden, sofern sie nicht bereits zum Feldunterarzt befördert worden waren. Bei der Mobilmachung standen somit neben den aktiven Sanitätsmannschaften auch Reservisten sowie Angehörige der Landwehr und des Landsturms zur Verfügung.
Im Feldheer war jeder Kompanie, Eskadron, Batterie, Kolonne oder vergleichbaren Einheit ein Sanitätsunteroffizier zugeteilt. In den Kavallerieregimentern, die Teil der Kavalleriedivision waren, gab es für je vier Eskadronen insgesamt sechs Sanitätsunteroffiziere. Im Verlauf des Krieges wurde die Anzahl der Sanitätsunteroffiziere erweitert. So wurde jedem Infanterie-, Jäger- oder Schützenbataillon ein zusätzlicher Sanitätsunteroffizier zugeteilt, dessen Zuständigkeiten die Verwaltung des Sanitätswagens sowie die schriftlichen Aufgaben des Bataillonsarztes umfassten. Auch bei der Kavallerie, der Feldartillerie und den Pionierformationen wurde das Sanitätspersonal aufgestockt.
Jede Kompanie der Infanterie, Jäger oder Schützen verfügte über vier Krankenträger. Diese Krankenträger gehörten zum Sanitätspersonal und trugen Rote Kreuz Armbinden. Zusätzlich wurden bei Bedarf Hilfskrankenträger aus den Reihen der regulären Truppen herangezogen. Ihre Einberufung erfolgte jedoch nur auf speziellen Befehl des Truppenführers. Besonders bei den Fußtruppen waren Musiker und Hilfsmusiker standardmäßig als Hilfskrankenträger ausgebildet und wurden falls notwendig für diese Aufgaben eingesetzt. Da Hilfskrankenträger nur vorübergehend im Sanitätsdienst tätig waren, erhielten sie keine weiße, sondern eine rote Armbinde.
Die Ausstattung des Sanitätsdienstes war darauf ausgelegt, sowohl die schnelle Erstversorgung von Verwundeten als auch den Transport von Verletzten zu ermöglichen. Ein zentraler Bestandteil war die Mitführung von Verbandstoffen und Arzneimitteln. Verbandstoffe wurden in Form von kompakten Pressstücken mitgeführt, während Arzneimittel vor allem als Tabletten bereitgestellt wurden – eine bereits früh von der Heeresverwaltung eingeführte Maßnahme, die später auch in der zivilen Medizin Verbreitung fand. Alle Soldaten des Feldheeres waren mit zwei Verbandpäckchen ausgestattet. Diese enthielten eine keimfreie Mullbinde mit einer aufgenähten Mullkompresse, die so gestaltet war, dass sie hygienisch ohne direkten Kontakt mit den Fingern angelegt werden konnte. Eine Anleitung war in die wasserdichte Hülle integriert. Zusätzlich waren Truppenärzte verpflichtet, ein eigenes Arztbesteck mit den wichtigsten medizinischen Geräten und Medikamenten mitzuführen. Sanitätsmannschaften wurden mit Sanitätstaschen, Verbandzeug und Labeflaschen ausgerüstet.
Die Sanitätstaschen unterschieden sich in Modellen für berittene und unberittene Kräfte. Unberittene Sanitäter trugen zwei kleine Ledertaschen am Gürtel, während berittene Sanitäter eine größere Tasche über der Schulter trugen. Die Taschen enthielten Verbandsmaterial und Medikamente für die Erstversorgung. Krankenträger führten ebenfalls Sanitätstaschen mit sich, die jedoch ausschließlich mit Verbandmaterial gefüllt waren. Für den Transport größerer Mengen an Sanitätsmaterial dienten Sanitätstornister, Packtaschen, Sanitätskisten und Sanitätswagen. Jede Infanterie-, Jäger- und Schützeneinheit verfügte über einen Infanteriesanitätswagen, die Kavallerieregimenter der Kavalleriedivision über einen Kavalleriesanitätswagen. Letztere unterschieden sich dadurch, dass der Kavalleriesanitätswagen Platz für zwei liegende Verwundete bot, während der Infanteriesanitätswagen dies nicht zuließ.
Sanitätswagen führten eine Vielzahl von Materialien mit, darunter Truppenbestecke, Verbandstoffe, Werkzeugkästen, Krankendecken und zusammenklappbare Krankentragen. Sanitätstornister, die von Krankenträgern getragen wurden, enthielten die wichtigsten Hilfsmittel für die Erstversorgung, wie elastische Binden, Schienen, Verbandschalen und häufig benötigte Medikamente. Jeder gefüllte Tornister wog etwa 11 kg. Für die Kavallerie wurden zusätzlich Sanitätspacktaschen auf Packpferden mitgeführt, die hauptsächlich Verbandmittel und einige Arzneimittel enthielten. Auf den Taschen war außerdem eine Nottrage befestigt. Zu Beginn des Krieges verfügte jedes Kavallerieregiment über zwei Packpferde, deren Zahl im Jahr 1917 auf die doppelte Menge pro Eskadron erhöht wurde.
Sanitätsvorratswagen dienten dazu, den Nachschub an Materialien für Sanitätspacktaschen und -wagen sicherzustellen. Sie transportierten außerdem Krankenverpflegung, Zeltmaterial, Nottragen und andere Ausrüstungsgegenstände. Sanitätskästen, die bei höheren Stäben, Maschinengewehrformationen und kleineren Einheiten verwendet wurden, enthielten eine größere Auswahl an Verbandmitteln, Medikamenten und Hilfsmitteln und wurden auf Truppenfahrzeugen transportiert. Jede mit Sanitätskästen ausgestattete Einheit führte auch eine zusammenklappbare Krankentrage mit. Zusätzlich gehörten wollene Leibbinden und Krankendecken zur Sanitätsausstattung. Während des Winters wurde die Anzahl der mitgeführten Leibbinden verdoppelt, und bei den Fußtruppen erhielt jeder Soldat eine Leibbinde, um den besonderen klimatischen Bedingungen gerecht zu werden. Diese durchdachte und vielseitige Ausstattung des Sanitätsdienstes trug dazu bei, die medizinische Versorgung der Truppe auch unter schwierigen Bedingungen sicherzustellen.

## Kriegsführung
Bei Beginn des Krieges bestand der Infanterieangriff aus drei Phasen: dem Aufmarsch, der die Formierung oder den Zusammenschluss bedeutete, der Entfaltung, die die Aufstellung beinhaltete, und der Entwickelung, die die Ausdehnung beinhaltete. Der Aufmarsch fand je nach Gelände in einer Entfernung von 2.200 m vom Feind statt. In der Phase der Entfaltung wurden Bataillons- oder Kompanieverbände in Zügen und Abschnitten und der Phase der Entwickelung die gesamte Einheit in Gefechtslinien aufgestellt, um die Front zu erweitern. Die endgültige Angriffsformation bestand aus drei Linien: einer Feuerlinie, ihren Unterstützungen und ihren Reserven mit einem Abstand von jeweils 270 m. Das taktische System war für die Bedingungen des Jahres 1914 gut geeignet und bewährte sich gegen die kontinentalen Armeen. Gegen die britische Expeditionsarmee erwies es sich jedoch als unzureichend.
Bis 1918 arbeitete die OHL an einer organisatorisch und taktischen Modernisierung des Heeres für beide Gefechtsarten, Verteidigung und Angriff. Sie prägte in entscheidender Weise die Entwicklung der deutschen Landkriegführung in der zweiten Kriegshälfte. Im gleichen Zeitraum wurde auch die Ausbildung und Schulung der Truppe deutlich verbessert. Basis dafür waren die gewonnenen Gefechtserfahrungen, die jetzt in verfeinerten Führungs- und Ausbildungsvorschriften mit den bisherigen Methoden der Kriegführung verbunden wurden. Der Fokus dieses Modernisierungsprozesses lag insbesondere auf dem technisierten Stellungskrieg an der Hauptfront im Westen.
Im Gegensatz dazu erlaubte die Situation im Osten noch viel eher eine Kriegsführung nach altem Muster. Kavallerie wurde häufig im beweglichen Gefecht eingesetzt oder die Verteidigung statisch aus nur einer Linie geführt. Die innovativen Kampferfahrungen, die bei der Einnahme von Riga oder dem Durchbruch von Flitsch–Tolmein punktuell erfolgreich angewendet wurden, waren trotzdem wichtig für die taktische Weiterentwicklung. Dazu zählen die Stoßtrupptaktik artilleristische Massenfeuer.

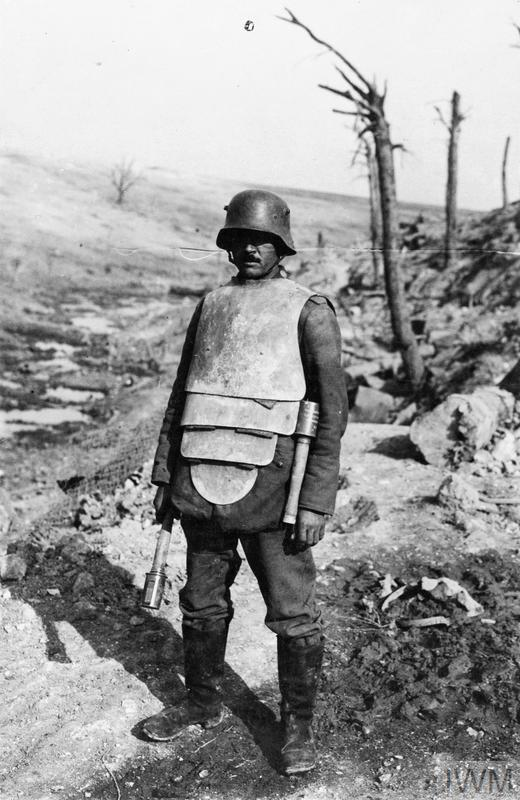
Soldat eines Sturmtrupps 1916 an der Somme mit Körperpanzerung

Die deutsche Armee hatte sich schon lange mit den Erfahrungen ihrer Gegner beschäftigt und die Schriften des französischen Offiziers André Laffargue in ihre Strategie einbezogen. Dazu gehören: Die Grundsätze für die Führung in der Abwehrschlacht im Stellungskriege (Dezember 1916, März und September 1917), Der Angriff im Stellungskrieg (Januar 1918) und Ausbildungsvorschrift für die Fußtruppen im Kriege (Januar 1917 und Januar 1918). Der Verteidigungsansatz des deutschen Heeres wurde durch die Kombination von Feuer- und Bewegungselementen verbessert. Dies führte zum Prinzip der tiefen, elastischen Raumverteidigung, die die bisherige Methode ergänzte, aber nicht vollständig ersetzte. Dies ermöglichte den Verteidigern einen begrenzten taktischen Rückzug in einer mit Widerstandsnestern versehende Verteidigungszone. So sollte ein gewisser Schutz gegen das vernichtende Artilleriefeuer des Angreifers gewährleistet werden.
Im Gegensatz zu den Westalliierten verzichtete man ab 1916 darauf Angriffe durch tagelanges Artilleriefeuer vorzubereiten. Auch spielte der Panzer in den Überlegungen der OHL keine große Rolle. Stattdessen strebte das deutsche Heer den Durchbruch durch eine Kombination der Elemente Überraschung, Eigeninitiative und verbessertes Zusammenwirken von Infanterie, Artillerie und Luftwaffe an. Das Überraschungsmoment wurde durch einen kurzen, zunächst noch zentral geführten und plötzlich eröffneten Feuerüberfall einzelner Artilleriegruppen hergestellt. Mit Beginn des Angriffs ging dieser in einen dichten Granathagel über, der sich nach einem festen Zeitplan langsam über die gegnerischen Stellungen ausbreitete, die sogenannte Feuerwalze. Sie wurde von den Deutschen erstmals 1916 an der Ostfront, aber auch vor Verdun eingesetzt. Das gezielte Artilleriefeuer sollte die gegnerische Infanterie und Artillerie gleichermaßen in Schach halten und die Kommandostrukturen lahm legen. Das Verfahren beruhte wesentlich auf den Erfahrungen von Oberstleutnant Georg Bruchmüller.
Bruchmüller hatte sich bei Angriffsoperationen an der Ostfront, u. a. bei Riga 1917, besonders bewährt und fungierte für die Frühjahrsoffensiven 1918 als Berater der OHL. Ein von Hauptmann Erich Pulkowski entwickeltes und in diese Artillerieführung integriertes Verfahren sorgte dabei für den Wegfall des bislang zeitaufwändigen und verräterischen Einschießens der Geschütze. Unmittelbar hinter der Feuerwalze folgten mit Artillerie und Pionieren verstärkte Kampfgruppen. Ihre Aufgabe war es, mit schnellen Bewegungen in die Schwachstellen des Gegners einzudringen und zu durchbrechen. Erst danach sollten Reserven nachfolgen.
Für die Angriffsoperationen im Jahr 1918 waren besonders ausgestattete, mobile Mob-Divisionen vorgesehen. Innerhalb der Divisionen waren mit Truppwaffen (u. a. leichte Maschinengewehre) ausgerüstete kleine Gefechtsgruppen für die Haupttätigkeit im Kampf vorgesehen. Die Ausbildung von Führern und Truppe wurde durch ein umfangreiches Netz von Schulen, Übungsplätzen und Lehrgängen vorangetrieben, die von der OHL eingerichtet wurden. Dabei wurden die weiterentwickelten Einsatzgrundsätze angewendet. So wurden neben den zahlreichen Ausbildungskursen für Mannschaften, Unteroffiziere und Offiziere 1917/18 bei einzelnen Heeresgruppen spezielle Lehrkurse für Kommandeure und Generalstabsoffiziere angeboten. In diesen Kursen wurden den verantwortlichen Militärs an der Front die Grundlagen der Abwehrschlacht und des Angriffs im Stellungskrieg vermittelt.
Die Umsetzung neuer Taktiken in den Kriegsanstrengungen blieb ambivalent, da es an klaren Richtlinien für Führung und Ausbildung fehlte. Trotz der Vereinheitlichungen waren dies Kompromisslösungen, die zwar Neues und Altes vielfältig miteinander verbanden aber zugleich Schematisierungen unverändert strikt ablehnten. Zwar wurden Ausbildung und Ethik von starrem Beharrungsvermögen befreit, aber die flexible Anwendung von Innovationen wurde nicht vollständig umgesetzt. Die Modernisierung wurde von vielen Kommandeuren kritisch betrachtet. Den Soldaten wurde die Umsetzung komplexer taktischer Verfahren nicht zugetraut. Viele Offiziere befürchteten sogar, dass die einfachen Soldaten bei dem ihnen zugestandenen Ausweichen in die elastische Verteidigung flüchten würden.

## Ausrüstung

### Waffen
Das Ordonanzgewehr des deutschen Heeres war das Gewehr 98. Es verfügte über einen 740-mm-Lauf für Kaliber: 7,92 × 57 mm und ein von Lange entworfenes Quadrantenvisiersystem. Das Gewehr hatte außerdem einen verstellbaren Lederriemen, einen Mündungsschutz mit Klappe und war mt dem Bajonett 98 ausgestattet. Während des Ersten Weltkriegs wurden kleinere Änderungen vorgenommen, darunter das Modell 98/05 für Gewehre und Karabiner. Im Jahr 1900 führte die deutsche Kavallerie eine verkürzte Version des Gewehrs 98 ein, um den Karabiner 88 zu ersetzen, eine moderne, mit anderen Einheiten kompatible Waffe. Das Gewehr 98 löste das Gewehr 91 ab und ermöglichte es den Soldaten, Waffen zu Pyramiden zusammenzustellen. 1902 wurde der Karabiner mit Montagevorrichtung für Seitengewehr 98 eingeführt, mit einer Lauflänge von 435 mm und einem anderen Schaft. Der verlängerte Karabiner 98 mit Montage- und Verbindungsvorrichtung wurde 1908 eingeführt, mit einer Lauflänge von 590 mm, einem abgewinkelten Verschlussgriff, einem Vollschaft, einem Handschutz, einem Dorn und einem klappbaren Oberring. Während des Ersten Weltkriegs war es eine beliebte Alternative zum Gewehr 98, erwies sich im Grabenkrieg als nützlich und wurde hauptsächlich an Sturmtruppen ausgegeben.
Die Standard-Handfeuerwaffe der deutschen Armee war die Pistole 08, eine automatische Pistole, besser bekannt als Luger oder Parabellum. Diese Waffe war eine Weiterentwicklung der Borchardt, die von ihrem amerikanischen Konstrukteur in den frühen 1890er Jahren nach Deutschland gebracht worden war. Sie wurde 1906 von der deutschen Marine übernommen, und ein weiteres Modell wurde im August 1908 von der Armee zugelassen. Das Kaliber dieser Waffe war 9 mm, ihr Gewicht 800 g und der Griff enthielt ein achtschüssiges Magazin. Es wurde ein 32-Schuss-Schneckenmagazin hergestellt, das an der Basis des Griffstücks befestigt werden konnte. Während des Krieges wurden sowohl lange als auch kurze Läufe verwendet, wobei die maximale Reichweite der ersteren bei etwa 1.500 m lag. Daneben gab es noch eine Reihe weitere Handfeuerwaffen wie die Reichsrevolver M79 und M83, die Dreyse M1907, die Langenhan-Armee-Pistole, die Mauser C96, und das Mauser Model 1914.
Die Armee verfügte über drei Arten von Granaten, eine Zeitzündergranate, eine Perkussionsgranate und eine Gewehrgranate. Die Kugelhandgranate Modell 1913, mit einem Messingzünder. Die Diskushandgranate Modell 1913 mit Aufschlagzünder. Die am weitesten verbreitete deutsche Granate war die Stielhandgranate M15 mit Zeitzünder. Sie bestand aus einem zylindrischen Stahlkopf, der den Sprengstoff enthielt, einem Holzgriff, einem Reibungszünder und einem Zünder. Von den Gewehrgranaten gab es zwei Haupttypen, die Modelle 1913 und 1914. Sie wogen etwa 1 kg.

### Maschinengewehre
Das Standardmaschinengewehr war das 1908 eingeführte schwere Maschinengewehr 08. Es war wassergekühlt und verschoss die gleiche 7,92 mm Kaliber Munition wie das Gewehr 98. Zusammen mit dem Kühlwasser hatte es ein Gewicht von 63 kg. Die maximale Reichweite lag bei 4000 m. Um ein handlicheres Maschinengewehr für den Grabenkrieg zu haben, wurde 1915 das leichte Maschinengewehr 08/15 eingeführt. Es basierte auf dem Maschinengewehr 08; war ebenfalls wassergekühlt und verschoss ebenfalls 7,92 mm Munition. Zusammen mit dem Kühlwasser hatte es ein Gewicht von 19,5 kg. 1918 wurde eine luftgekühlte Version das Maschinengewehr 08/18 gebaut. Es verwendete einen Lauf mit einem schlanken perforierten Mantel und wog etwa 15 kg. Neben den Maschinengewehren verfügte das Heer auch über verschiedene Maschinenpistolen wie die Madsen oder die Bergmann MP18.

### Artillerie
Die Hauptwaffen der Feldartillerie im deutschen Heer waren die  und die 10,5-cm-Haubitze. 1914 war die Feldkanone 96 neuer Art (Feldkanone 96 n.A.), auch C96 n.A. genannt, die Standardwaffe der Feldbatterien.  Zu Beginn des Krieges verfügte die deutsche Armee über 5.608 dieser Feldkanonen. Die Rohrlänge betrug 27,3 Kaliber. Die Bedienmannschaft wurde durch einen flachen, 1,68 Meter hohen Schild geschützt, dessen oberer Teil klappbar war. Die gesamte Feldkanone hatte ein Gewicht von 876 Kilogramm, davon entfielen 426 Kilogramm auf die Lafette. Die Richtgrenzen lagen bei einer Erhöhung von +16° und einer Senkung von −12°, die maximale Reichweite betrug 8.400 Meter.
1916 wurde eine neue Feldkanone eingeführt, die viele Feldartilleriebatterien ersetzte. Die Feldkanone 16 (FK16) ähnelte der C96 n.A., besaß aber eine verlängerte Rohrlänge von 35 Kalibern. Sie war auf einer modifizierten Lafette für die 10,5-cm-Leicht-Haubitze montiert, die eine Erhöhung von bis zu +38° erlaubte.  Die Feldkanone 16 wog 1.247 Kilogramm, hatte eine Mündungsgeschwindigkeit von 600 Metern pro Sekunde und eine maximale Reichweite von 10.300 Metern. Die Standardfeldhaubitze  war die 10,5-cm-Leichte Feldhaubitze 98/09 (leFH 98/09), die 1910 in Dienst gestellt wurde. Bis zum Frühjahr 1914 war die gesamte Feldartillerie mit dieser Haubitze ausgestattet. 1914 verfügte die deutsche Armee über 1.260 dieser Haubitzen.
Die Waffe wog insgesamt 1.143 Kilogramm und war auf einer gepanzerten Rückstoßlafette montiert. Die Kanone hatte bei einer Elevation von +40° einem Seitenrichtbereich von 8° eine maximale Reichweite von 7.000 Meter. Während des Krieges wurden zwei weitere Modelle der 10,5-cm-Haubitzen eingeführt, die jedoch die leFH 98/09 nicht ersetzten. Die erste war die leFH 16, die ein längeres Rohr und eine vergrößerte Pulverkammer besaß. Diese Änderungen ermöglichten eine maximale Reichweite von 10.000 Metern, wenn die sogenannte stromlinienförmige Granate (C-Geschoss) verwendet wurde. Das zweite Modell war die leichte Feldhaubitze Krupp (leFH Krupp), die eine maximale Reichweite von 10.250 Metern erreichte. Beide Haubitzen verwendeten die Lafette der leFH 98/09.
In den ersten Jahren des Ersten Weltkriegs entstanden drei Arten von schwerer Artillerie: Belagerungsgeschütze, Eisenbahngeschütze und Küstengeschütze. Die frühen deutschen Eisenbahngeschütze und Küstenkanonen waren in der Regel von der bestehenden Marineartillerie abgeleitet, hatten aber neue Lafetten für ihre unterschiedlichen Aufgaben. Den Höhepunkt der artilleristischen Feuerkraft war 1914 das 420-mm-Gamma-Gerät von Krupp, besser bekannt unter dem Namen Dicke Bertha. Diese stationäre Haubitze feuerte ein 760 kg schweres Geschoss bis zu 13 km weit. Sie eignete sich daher hervorragend für den Stellungskrieg, insbesondere für den Beschuss von Festungen. Um eine größere Reichweite zu erzielen, wurden einige überschüssige 38-cm-Schiffsgeschütze als Eisenbahn- oder Bettungsgeschütz gegen die französischen Festungen entlang der Grenze eingesetzt.

### Flugzeuge
Deutschland produzierte während des Ersten Weltkriegs insgesamt etwa 48.000 Flugzeuge. Diese Zahl umfasst alle Typen, darunter Jagdflugzeuge, Aufklärungsflugzeuge, Bomber und Schulungsflugzeuge. Als Jäger standen den Luftstreitkräften Albatros D.II, Albatros D.III, Albatros D.V und D.Va, Fokker D.I, Fokker D.II, Fokker D.III, Fokker D.V, Fokker D.VII, Fokker Dr.I, Fokker E.III, Fokker E.V/D.VIII, Hannover CL.II,  LFG Roland D.II, LFG Roland D.VI, Pfalz D.III und die Pfalz D.XII zur Verfügung. Die wichtigsten Erdkampfflugzeuge waren die Albatros J.I, AEG J.I, Halberstadt CL.II, Halberstadt CL.IV, und die Hannover CL.III. Für die Ausbildung der Piloten setzte man die Etrich Taube, oder die Rumpler C.VIII ein. Daneben gab es frühe Bombertypen wie AEG G.IV, Albatros C.III, Albatros C.VII, Friedrichshafen G.III, Gotha G.IV, Gotha G.V, Rumpler G.I, II und III.

### Fahrzeuge

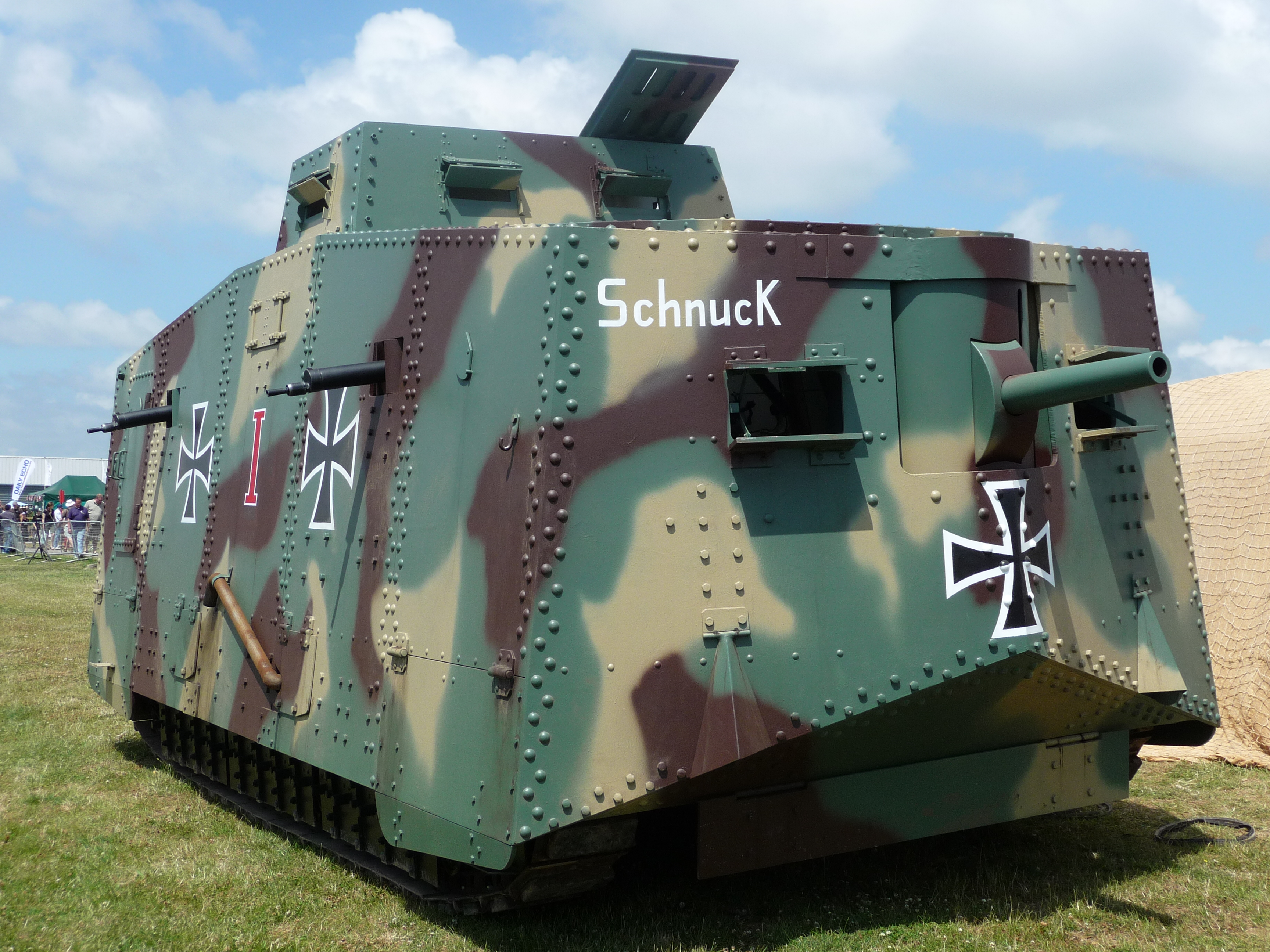
Replika eines A7V von 2009

Die deutsche Armee setzte eine Vielzahl von Fahrzeugen ein, die von traditionellen Pferdewagen bis hin zu ersten motorisierten Fahrzeugen und Panzern reichten. Pferdewagen waren das Rückgrat der deutschen Logistik und dienten vor allem dem Transport von Munition, Lebensmitteln und Verwundeten. Sie waren robust und konnten auch in schwierigem Gelände eingesetzt werden, wo motorisierte Fahrzeuge oft versagten. Neben Pferden wurden Lastwagen verwendet. Diese Lastwagen hatten Nutzlasten von etwa drei bis fünf Tonnen und erreichten eine Höchstgeschwindigkeit von 25 bis 35 Kilometern pro Stunde. Sie wurden vor allem für die Versorgung der Truppen an der Front und für den Transport schwererer Güter eingesetzt. 1914 existierten zwei Varianten von Militärlastwagen. Der erste Typ war der 4-Tonnen-Lastkraftwagen, dessen Grundkonstruktion bereits einige Jahre vor dem Krieg eingeführt worden war; bei der Mobilmachung wurden 650 dieser Fahrzeuge aus zivilen Quellen beschlagnahmt. Der zweite leichtere Lastkraftwagen, der die Kavalleriedivisionen begleitete, war der 3-Tonnen-Kavallerie-Lastkraftwagen. Im weiteren Verlauf des Krieges wurden diese Grundtypen durch neue Typen ergänzt. So wurde im Jahr 1915 ein Personenwagen eingeführt und im Winter 1916/17 ein Zwei-Tonnen-Lastkraftwagen in Dienst gestellt. Darüber hinaus wurden einige der einfachen 2-, 3- und 4-Tonnen-Lastkraftwagen für spezielle Aufgaben umgebaut. Im Jahr 1915 wurden mobile Röntgengeräte eingeführt, gefolgt von Desinfektionsfahrzeugen und elektrischen Werkstätten. Darüber hinaus erfolgte die Montage einer großen Anzahl von Flakgeschützen auf Fahrgestellen der 4-Tonnen-Klasse. Zudem wurden schwere und mittlere mobile Fernmeldefahrzeuge in großem Umfang eingesetzt. Im November 1918 verfügte die Armee über insgesamt 40.000 Kraftfahrzeuge.
Im Bereich der gepanzerten Fahrzeuge war Deutschland jedoch im Vergleich zu den Alliierten weniger fortschrittlich. Der A7V war der einzige von Deutschland produzierte Panzer und ein spätes Kriegsprodukt. Der A7V wog 30 Tonnen, war mit einer 57-mm-Kanone und sechs Maschinengewehren bewaffnet, hatte eine Panzerung von bis zu 30 Millimetern und wurde von zwei Daimler-Motoren mit jeweils 100 PS angetrieben. Mit einer Höchstgeschwindigkeit von 15 Kilometern pro Stunde war er jedoch schwerfällig und anfällig für mechanische Probleme. Spezialfahrzeuge rundeten das Spektrum ab. Artilleriezugmaschinen wie die Daimler Artillerie-Zugmaschine wurden entwickelt, um schwere Geschütze zu ziehen, während motorisierte Sanitätsfahrzeuge für die Evakuierung Verwundeter eingesetzt wurden.